# Tomba di Kha e Merit
La tomba di Kha e Merit, identificata con la sigla TT8 (Theban Tomb 8) è una delle Tombe dei Nobili ubicate nell'area della cosiddetta necropoli di Tebe, sulla sponda occidentale del Nilo, dinanzi alla città di Luxor, in Egitto. Era il luogo di sepoltura dell'architetto Kha e di sua moglie Merit.
La tomba, ritrovata nel 1906 da Ernesto Schiaparelli, è raro esempio di tomba egizia intatta, ed è considerata la meglio conservata tra le tombe non regali dell'Egitto. Il corredo scoperto al suo interno è particolarmente ricco ed è composto da una grande varietà di oggetti, fra cui testi religiosi, gioielli, mobili, suppellettili, vestiti e cibarie. Tutti gli oggetti ritrovati al suo interno sono esposti presso il Museo Egizio di Torino.

## Titolare

Ritratto di Kha nel suo sarcofago interno

TT8 era la tomba di Kha, architetto e capo della Grande Casa sotto la XVIII dinastia (Amenhotep II - Thutmosi IV - Amenhotep III), e di sua moglie Merit.

## Storia del sito e ritrovamento

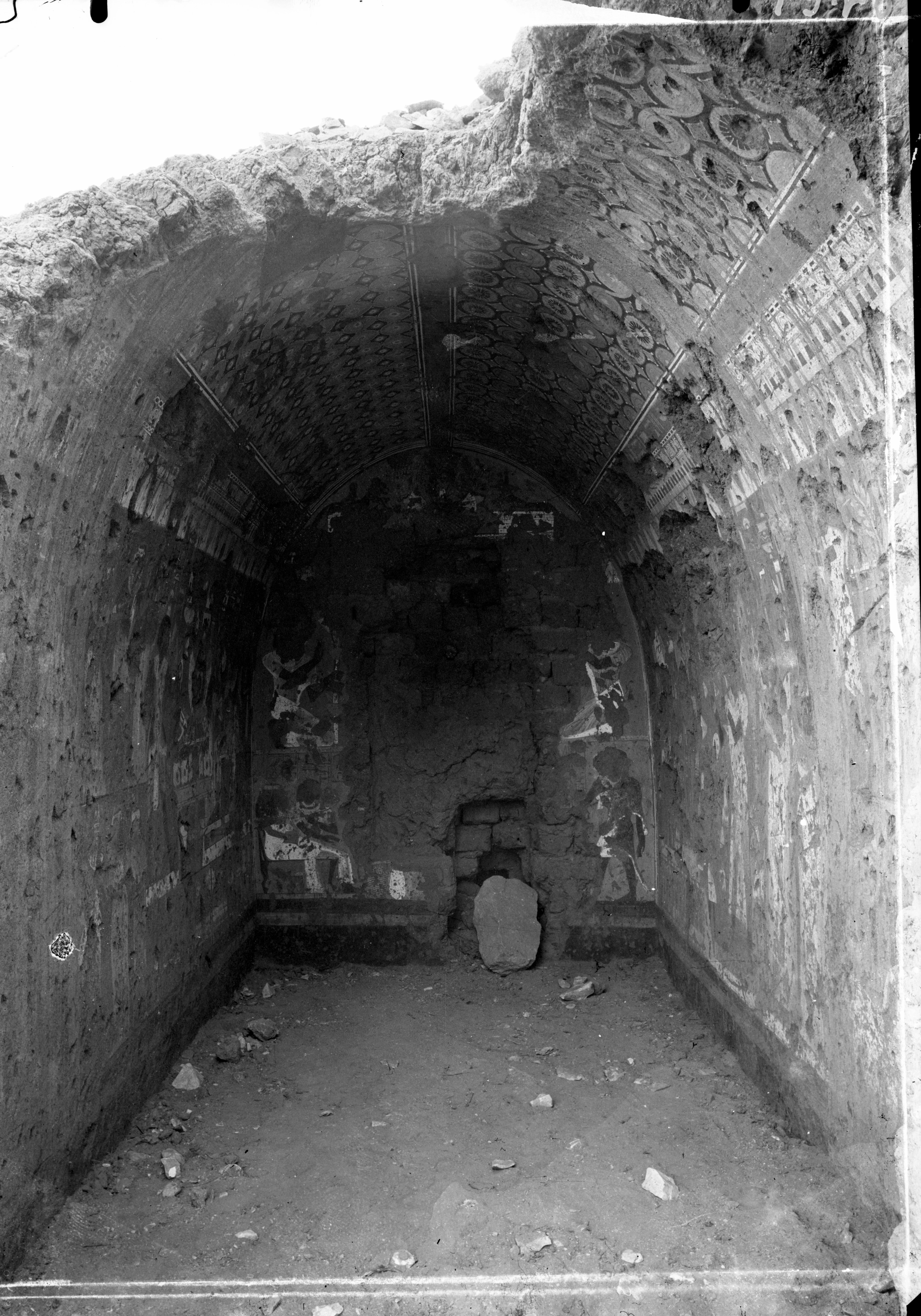
Interno della cappella funeraria di Kha e Merit, 1906.

La tomba di Kha e Merit si trova nel villaggio di Deir el-Medina, insediamento abitato dagli operai e artigiani che venivano impiegati per la costruzione delle tombe dei faraoni nella Valle dei Re, abbandonato intorno al XII secolo a.C. Il sito non venne più rioccupato, consentendo di preservare, nel corso dei secoli, la pianta antica del villaggio e i resti delle tombe degli artigiani.
Alla fine del XIX secolo il sito archeologico versava in condizioni precarie, anche a causa degli agenti alle dipendenze dei consoli europei che, dall'inizio dell'Ottocento, setacciarono quelle zone in cerca di reperti da rivendere sui mercati d'Europa. Il console generale di Francia in Egitto, Bernardino Drovetti, fu uno dei più attivi collezionisti dell'epoca e nel 1824 vendette ai Savoia una grande raccolta di circa 4500 reperti, dando vita, di fatto, alla nascita del Museo Egizio di Torino.
Gli studi scientifici sull'area di Deir el-Medina si fecero particolarmente intensi alla fine dell'Ottocento, quando diversi studiosi iniziarono a ricostruire la provenienza dei reperti giunti in Europa attraverso i mercati antiquari. Tra il 1880 e il 1883 l'egittologo francese Gaston Maspero individuò proprio nell'area di Deir el-Medina la possibile provenienza di un lotto giunto a Torino con la collezione Drovetti.

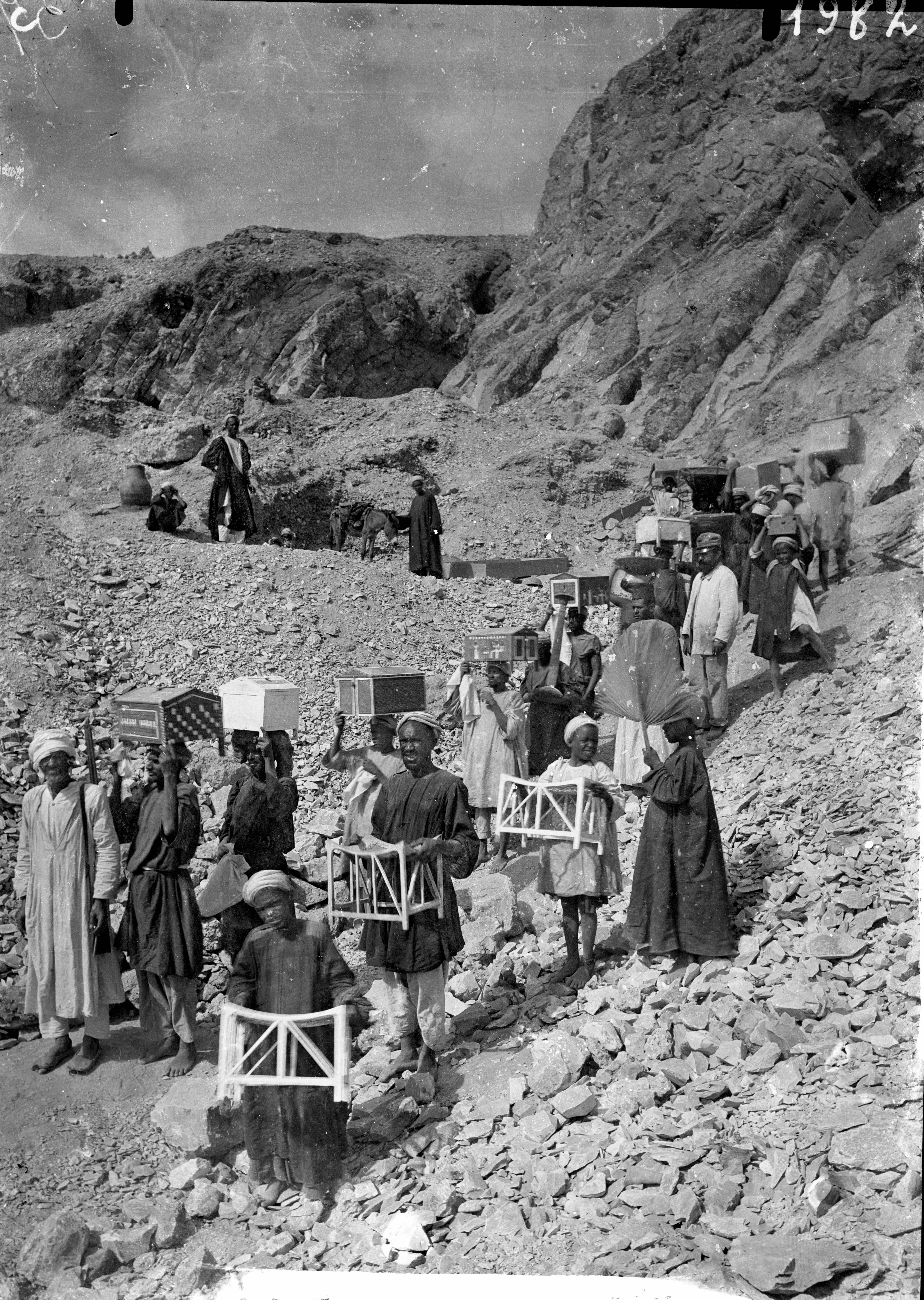
Il trasferimento del corredo di Kha e Merit il 18 febbraio 1906. Fotografia di Francesco Ballerini

Ernesto Schiaparelli, allievo e amico di Maspero e direttore del Museo Egizio di Torino, dopo aver realizzato con la sua équipe diverse campagne di scavi organizzate dal M.A.I. (Missione Archeologica Italiana) tra il 1902 e il 1905, avviò per la prima volta un'indagine sistematica del sito archeologico di Deir el Medina a partire dal gennaio 1906. Fu allora che iniziò lo studio della cappella funeraria di un caposquadra di nome Kha. Durante la campagna di scavi che si concentrava in particolare sul lato settentrionale della valle che accoglie il villaggio di Deir el-Medina, gli operai di Schiaparelli rinvennero un pozzo di accesso a una tomba che si rivelerà poi essere quella di Kha e Merit: è probabile che il pozzo di accesso iniziasse più in alto e fosse collassato insieme a un tratto della terrazza naturale su cui sorgeva, sigillando l'accesso alla tomba. Questo, insieme al fatto che Kha avesse deciso di posizionare gli spazi ipogei alla distanza di circa 20 metri dalla cappella funeraria per prevenire eventuali profanazioni, è probabilmente il motivo per il quale la tomba sfuggì ai saccheggi che interessarono questa necropoli.
Quando Schiaparelli il 15 febbraio 1906 scese nella camera funeraria trovò "tutto in ordine perfetto, nella disposizione medesima che prima di uscire dalla tomba i parenti del defunto vi avevano dato". La scoperta della tomba era di così grande importanza che Schiaparelli "obbligò" due suoi collaboratori, Casati e Savina, a presidiare il sito, facendoli accampare davanti all'ingresso. Il 18 febbraio il corredo di Kha risultava già trasferito, per ragioni di sicurezza, nella tomba di Amonherkhepshef (QV55, nella Valle delle Regine). Francesco Ballerini, il più valido collaboratore di Schiaparelli in tutte le sue missioni in Egitto, si occupò di realizzare fotografie, planimetrie e disegni di tutto ciò che era stato rinvenuto.  Due giorni dopo Schiaparelli inviò al Ministero della pubblica istruzione, finanziatore degli scavi, la comunicazione del ritrovamento e una sintetica descrizione del corredo. Nel mese di marzo dello stesso anno furono preparate sessanta casse per la spedizione al Cairo dei materiali rinvenuti. La direzione delle Antichità d'Egitto consentì di esportare gran parte del materiale e 93 casse di beni archeologici partirono per l'Italia.
Una volta arrivato a Torino, il materiale, dopo essere stato inventariato, viene collocato in alcuni ambienti secondari paralleli alla galleria del Museo Egizio e, dopo alcuni lavori di adeguamento, il 10 ottobre 1908 fu inaugurato un nuovo allestimento. Il corredo rimase esposto in quella sala fino al 2006, quando fu spostato dapprima al piano terra e, nel 2015, in una grande sala dell'ala settentrionale del primo piano dell'edificio.

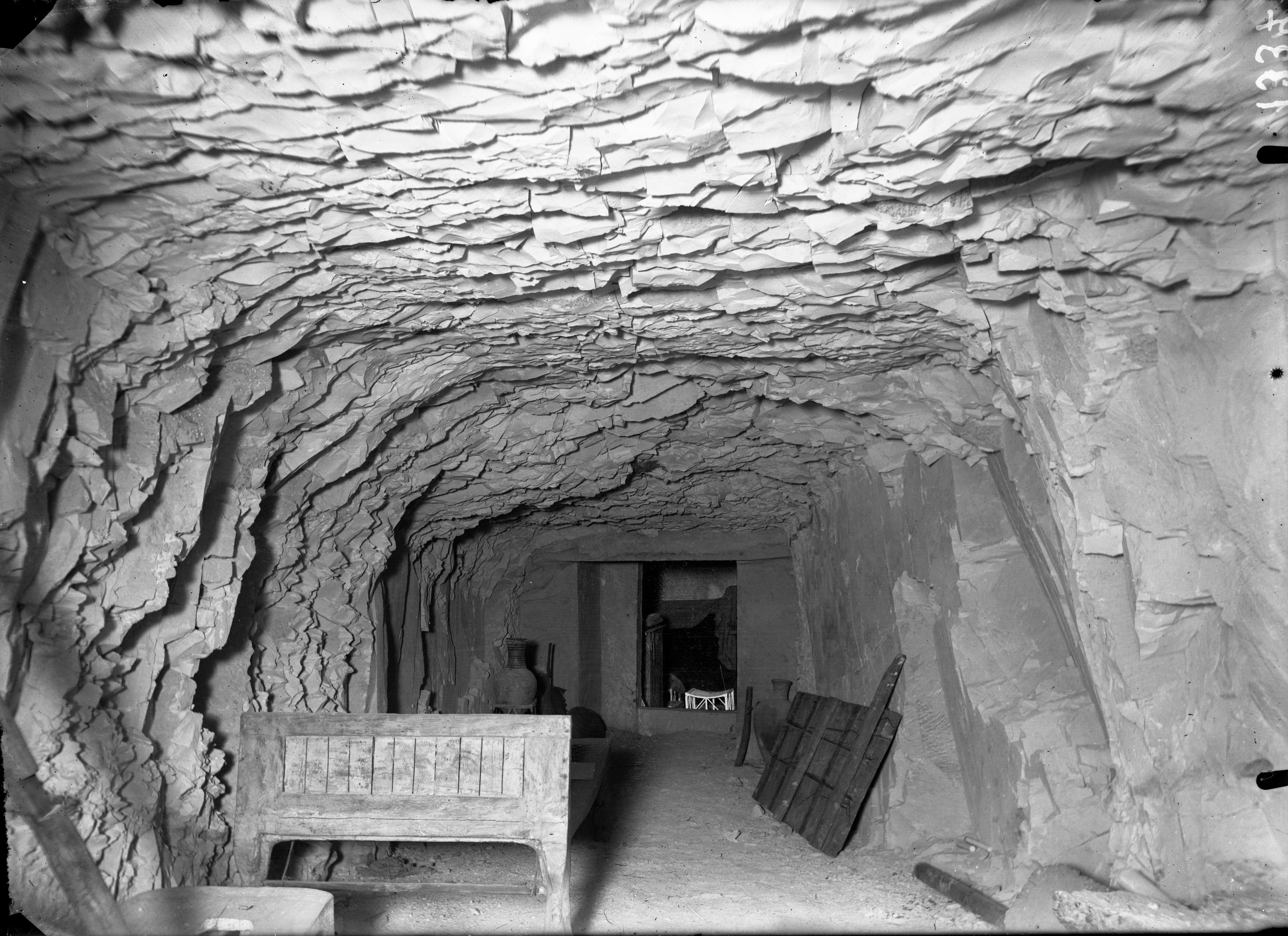
Tomba intatta di Kha e Merit, corridoio di accesso alla camera funeraria. In primo piano il letto di Kha (S. 8627). Fotografia scattata da Francesco Ballerini al momento della scoperta, 1906.

## Descrizione

### Tomba

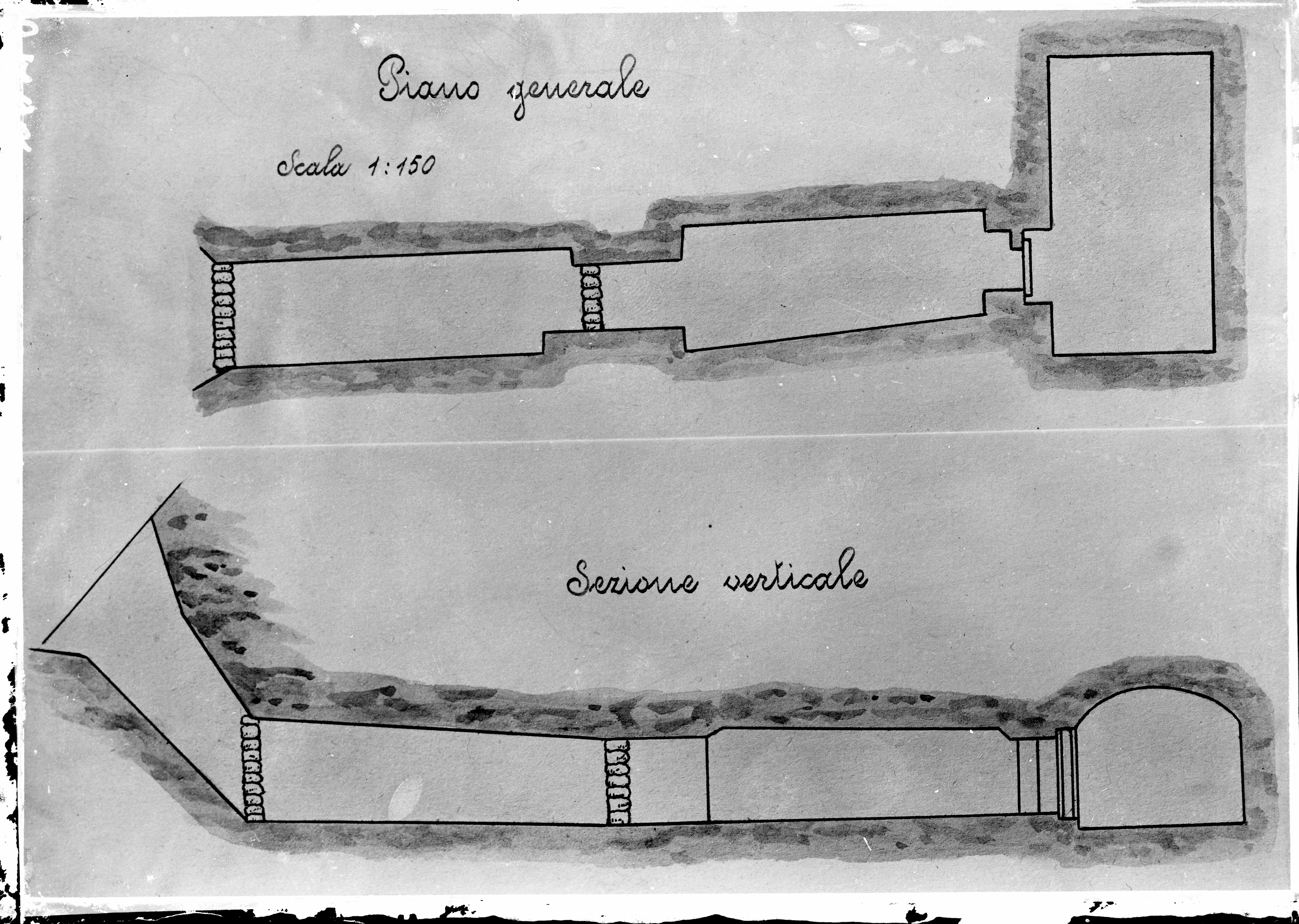
Pianta e sezione della tomba di Kha e Merit, disegno di Francesco Ballerini, 1906. Archivio fotografico del Museo Egizio di Torino.

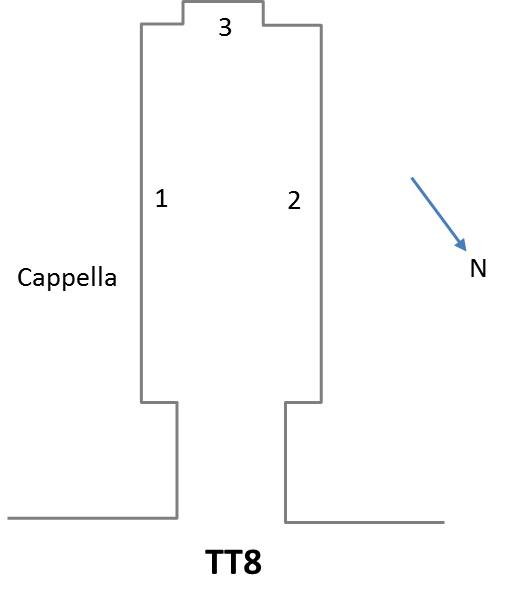
Planimetria schematica della cappella della tomba TT8:
1. Parete sinistra con scena di banchetto
2. Parete destra con scena di offerta a Osiride
3. Parete di fondo con nicchia centrale per stele.

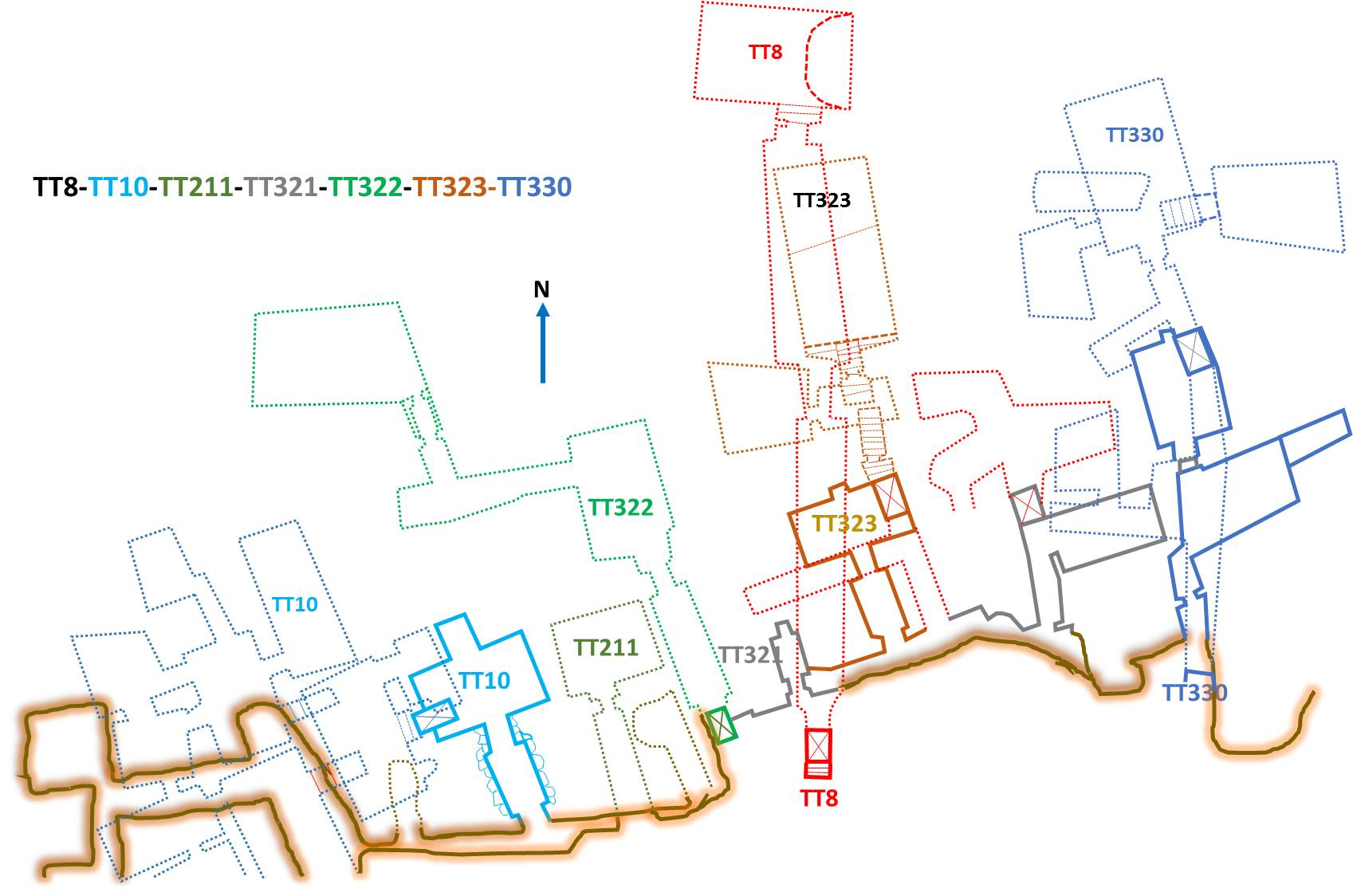
Planimetria schematica della concentrazione e sovrapposizione delle tombe TT8-10-211-321-322-323-330.

La tomba di Kha e Merit è estremamente semplice e distribuita su due distinti e separati locali: una cappella e la camera funeraria vera e propria. Nella cappella, a un corridoio segue un'unica sala rettangolare al fondo della quale si apre una nicchia poco profonda (3).
La tomba vera e propria, sita sul versante opposto della collina, era sovrastata da una piramide il cui pyramidion (oggi al Museo del Louvre di Parigi, cat. 13988) reca scene del defunto inginocchiato con inni indirizzati a Ra.

#### Cappella
Sulla parete sinistra della cappella (1) sono raffigurati Kha e Merit seduti davanti a una tavola imbandita e ricevono offerte da uno dei due figli maschi, Imenemipet, e dalla figlia Merit (stesso nome della madre). La scena è ambientata in un momento di festa, in quanto alle spalle di Imenemipet è ritratto un gruppo di donne con strumenti musicali e pose di danza. Sul registro inferiore sono raffigurate altre persone, probabilmente gli amici della coppia, che portano dei vasi decorati.
Sulla parete destra (2) si ripete una scena di offerta, dove Kha, insieme al secondo figlio Nakhteftaneb, alla di lui sorella e alla moglie Merit, offre cibo e fiori a Osiride, sovrano dei morti. Alle loro spalle si trovano anche in questo caso due registri con servitori che conducono animali da allevamento, volatili e fiori.

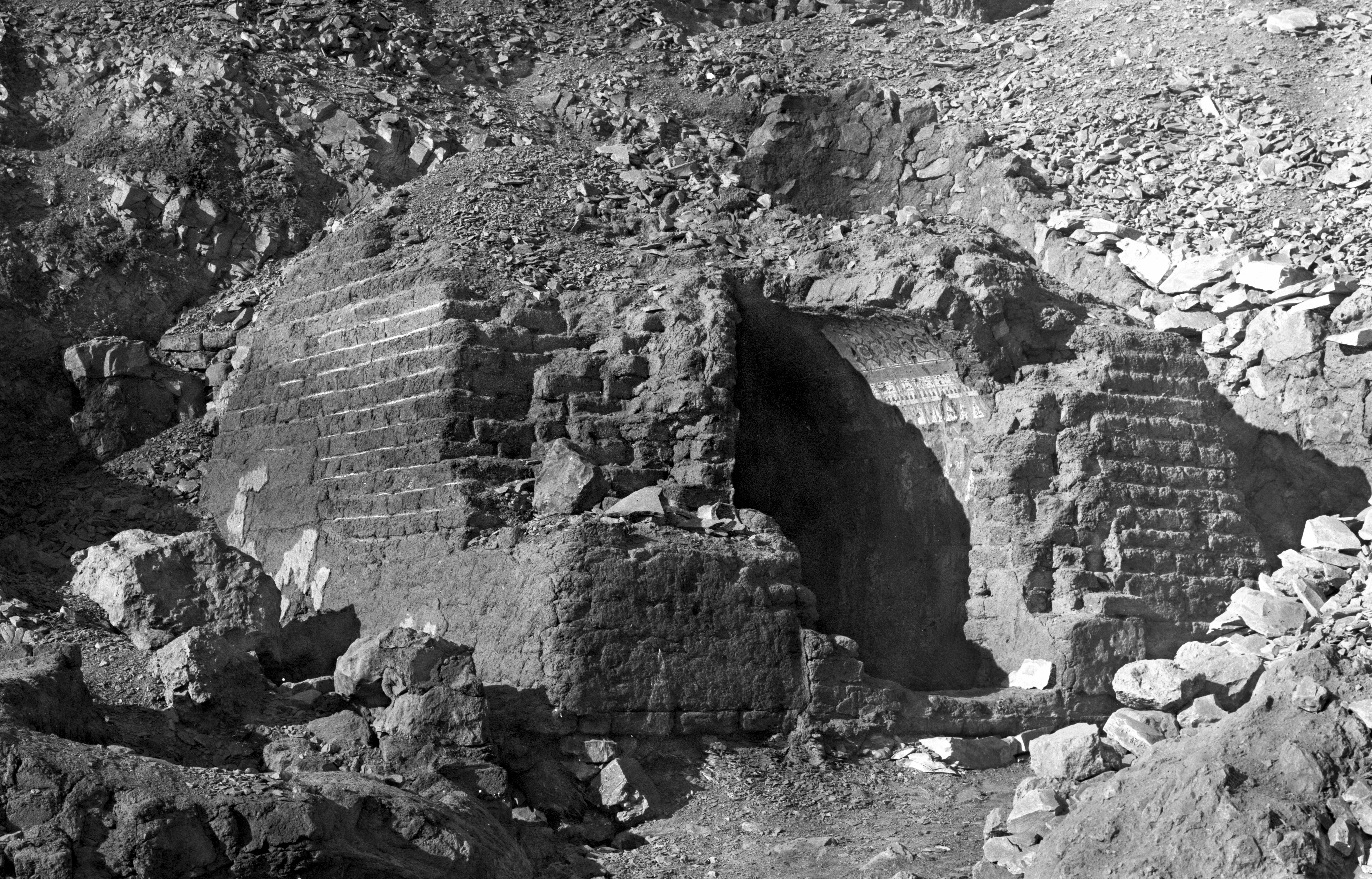
L'esterno della cappella in una foto del 1906.

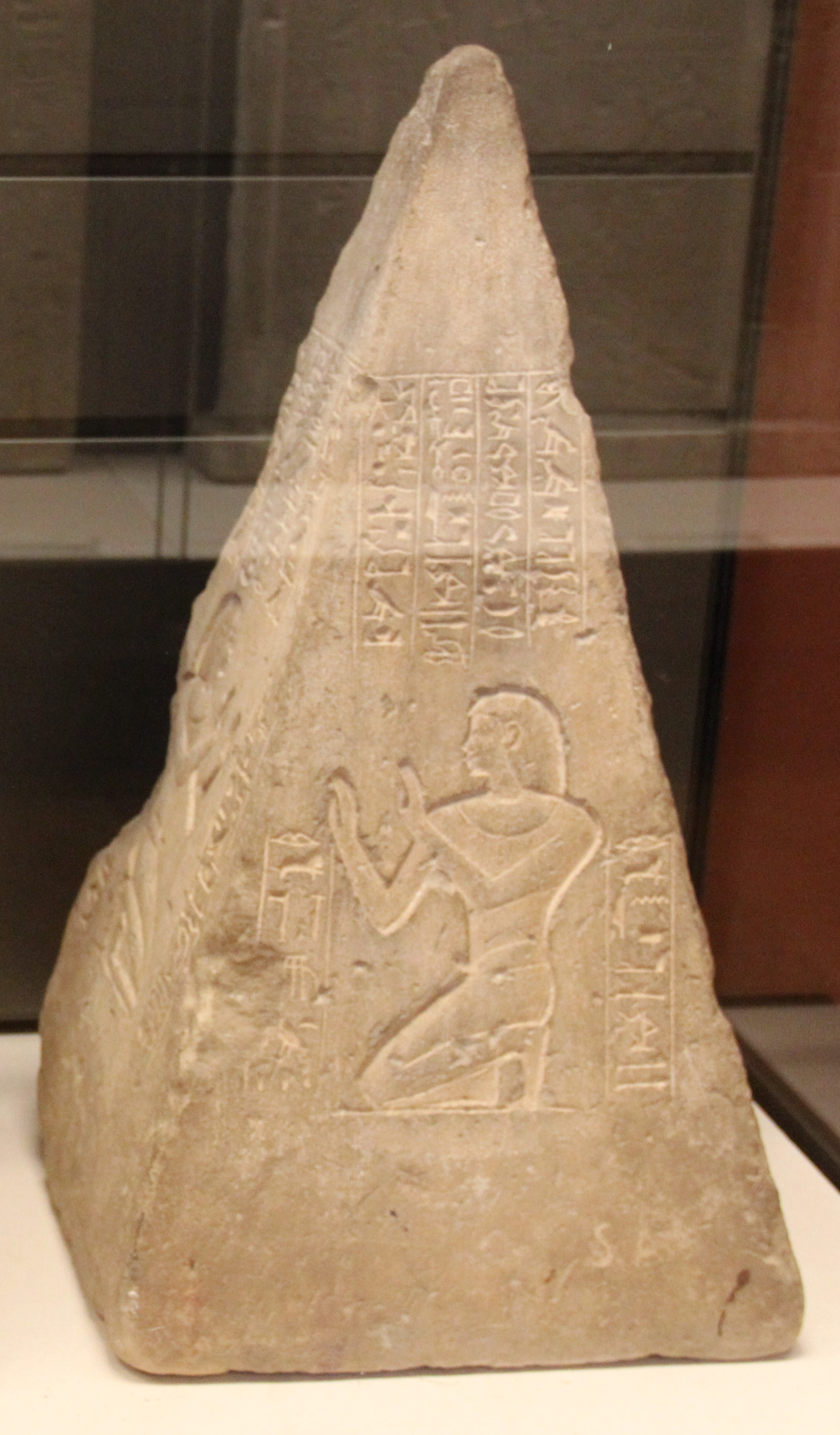
Il pyramidion della tomba (Museo del Louvre, Parigi).

Nell'apparato decorativo della cappella non figurano i genitori di Kha o di Merit (probabilmente le rappresentazioni, se presenti, sono andate perdute), ma compaiono il caposquadra Neferhebef con la moglie Taiunis. Neferhebef era forse un superiore e mentore di Kha e la sua presenza nelle decorazioni potrebbe essere indizio di un particolare legame tra i due, come ribadito anche dalla presenza del nome di Neferhebef sulla stele funeraria di Kha, su un bastone decorato e su una scacchiera per il gioco del senet.
La volta della cappella è divisa in due parti da due motivi decorativi costruiti sulla ripetizione di fiori di loto, rosette e spirali che alternano tonalità di rosso, azzurro, celeste e giallo.

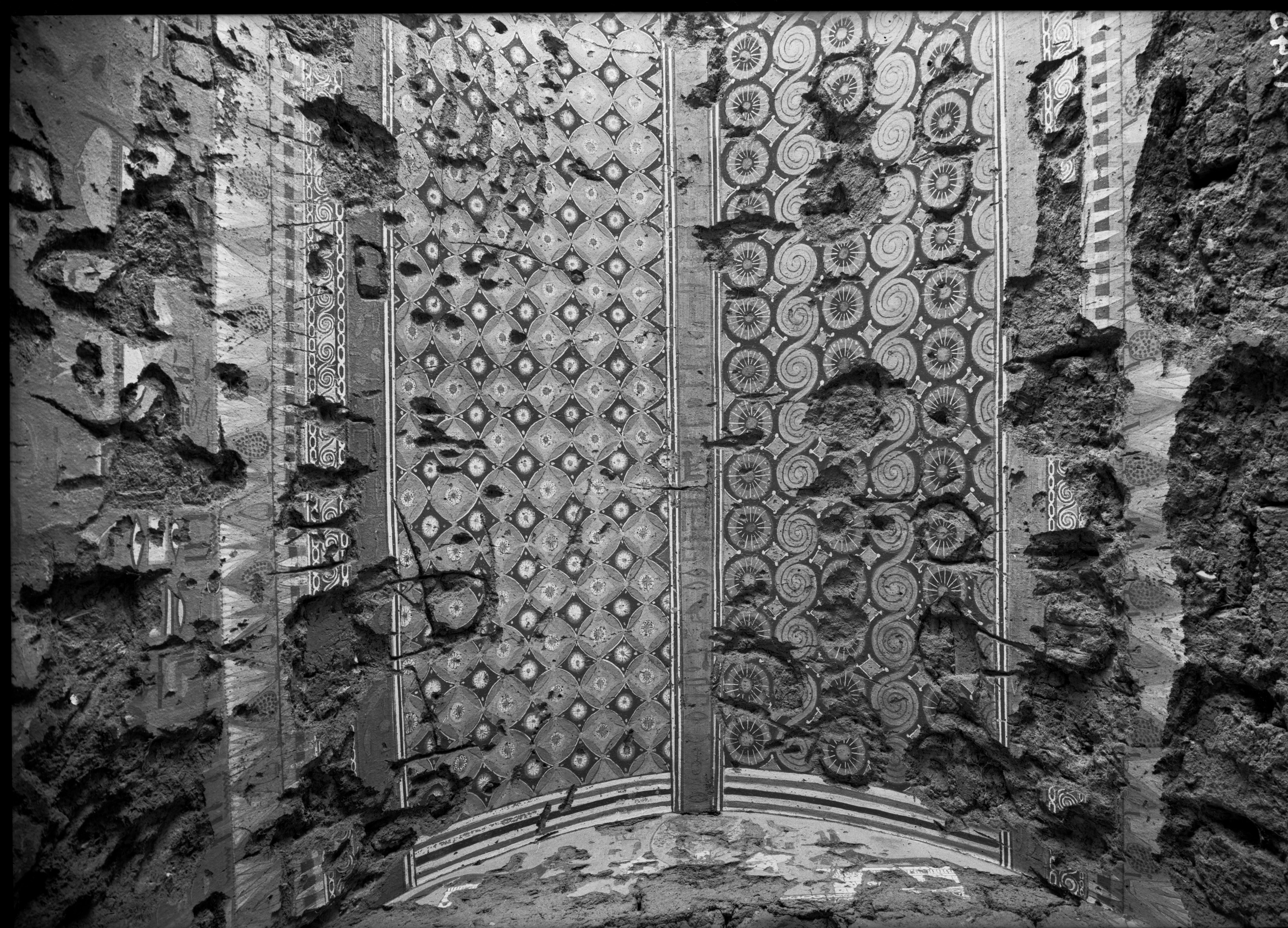
Veduta della decorazione del soffitto della cappella funeraria di Kha e Merit. Scavi Schiaparelli, 1906.
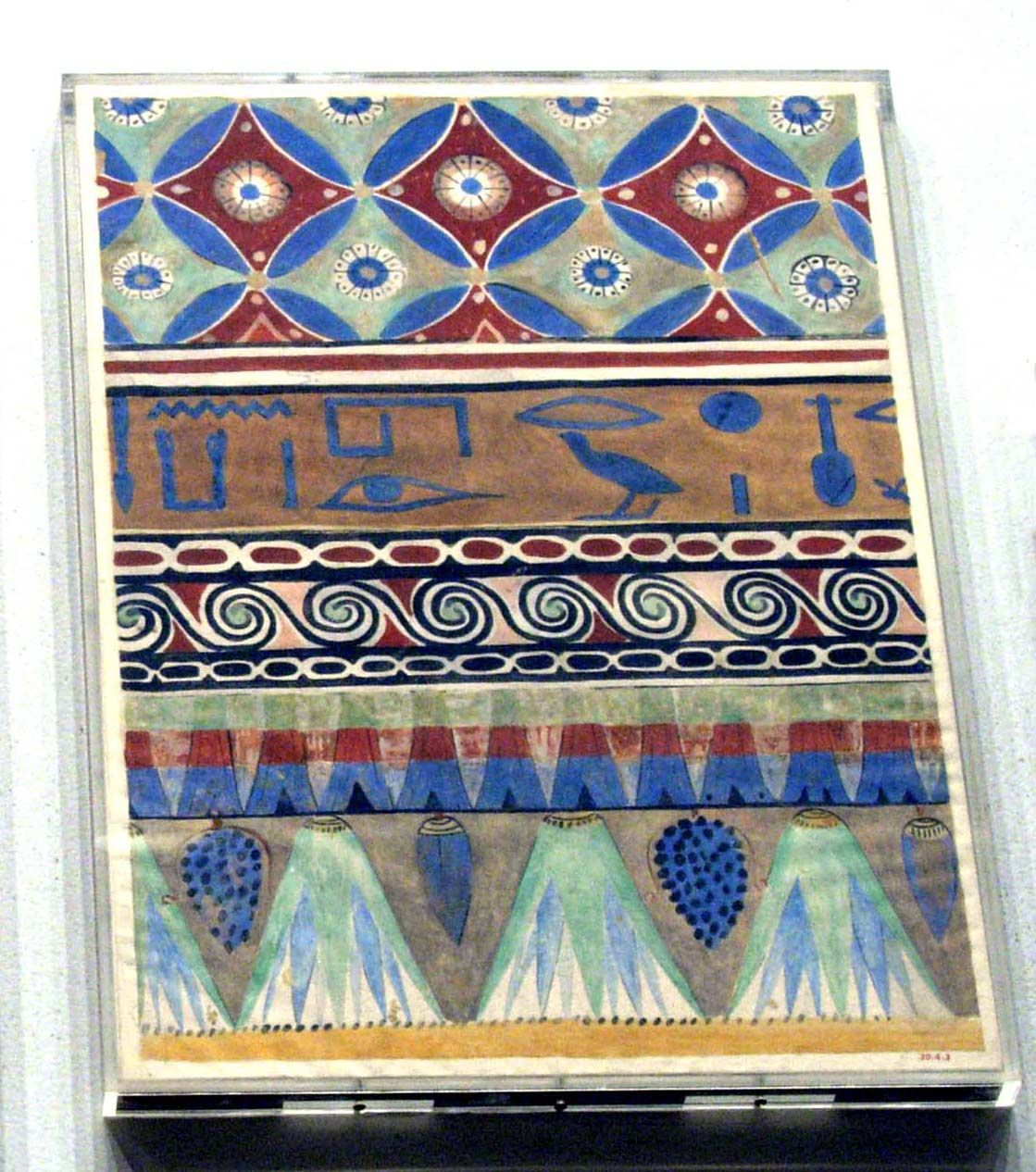
Replica della decorazione, Metropolitan Museum of Art, New York.

#### Stele

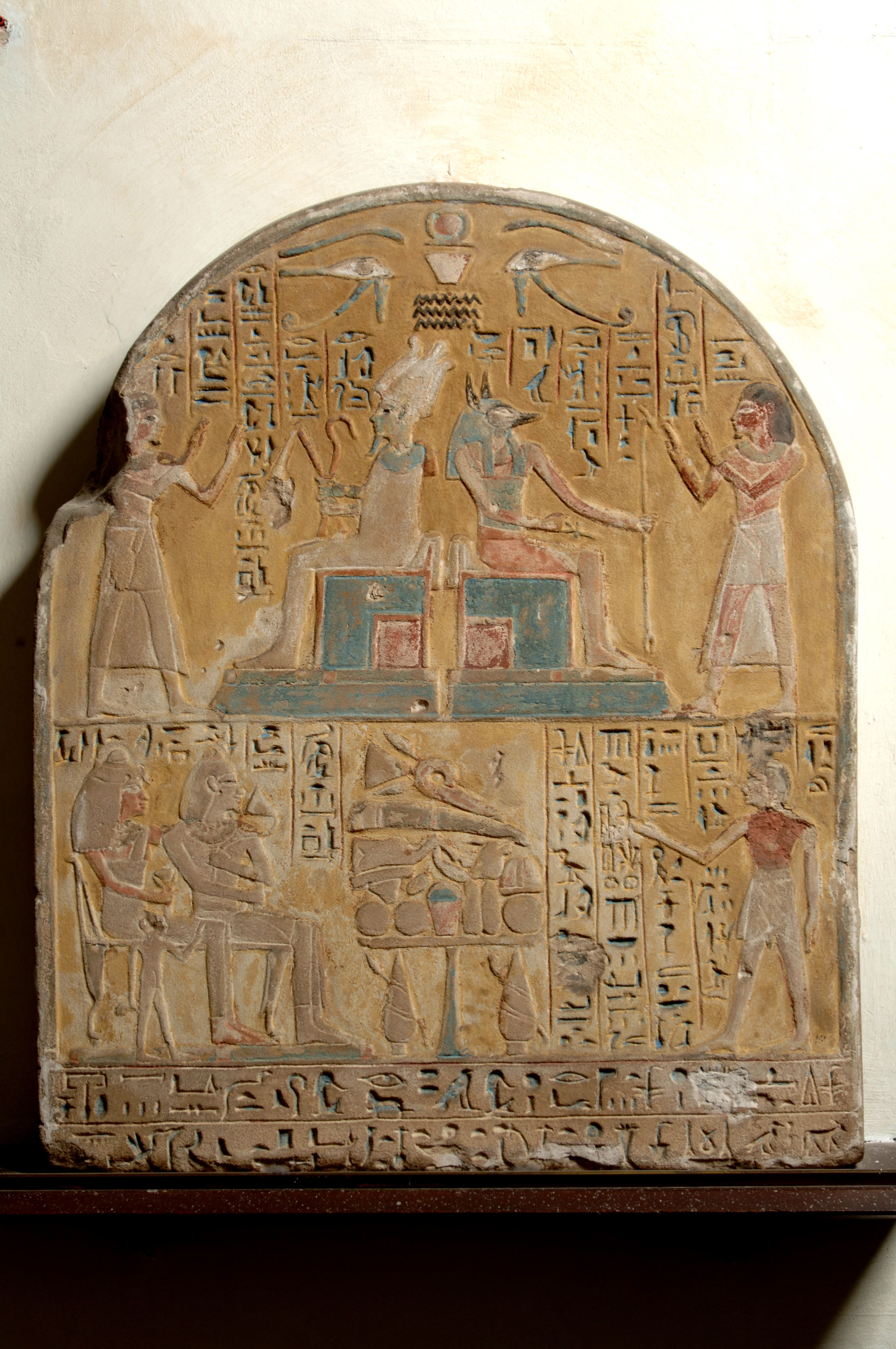
Stele funeraria di Kha, conservata al Museo Egizio di Torino (Cat. 1618)

Nella nicchia al centro della parete posteriore della cappella era collocata una stele in pietra arenaria dipinta dedicata a Kha e Merit. Intorno al 1818 fu rimossa dalla cappella e acquistata dagli agenti dell'antiquario italiano Bernardino Drovetti; nel 1824 venne donata al Museo Egizio assieme alla collezione Drovetti. Il primo registro raffigura Kha che adora Osiride e Anubi, che siedono schiena contro schiena. Nel secondo registro Kha e Merit, accompagnati da un bambino, siedono davanti a un tavolo di offerte; il loro figlio Amenemopet è in piedi sul lato più lontano e officia. Le due righe di testo in fondo alla stele offrono offerte agli dei Amon, Ra, Ra-Horakhti e Osiride e chiedono che vengano fatte offerte funerarie.
Una seconda stele è conservata al British Museum di Londra. Il grande registro superiore raffigura Thutmose IV che offre bouquet floreali e incenso ad Amon in trono e alla divinizzata Ahmose-Nefertari, che sta dietro di lui; Kha si inginocchia in adorazione sotto di loro nel secondo registro. Questa stele fu probabilmente realizzata in origine per il Kha della tomba TT8 e fu poi restaurata e adattata da un altro caposquadra di Deir el-Medina, Inherkau (il cui nome può essere abbreviato in Kha), proprietario della tomba TT299. L'immagine di Amon, ritagliata durante il regno di Akhenaton, fu restaurata e il nome e i titoli della moglie di Inherkau, Henutdjuu, furono aggiunti con l'inchiostro invece di essere incisi nella pietra.

### Mummie e sarcofagi

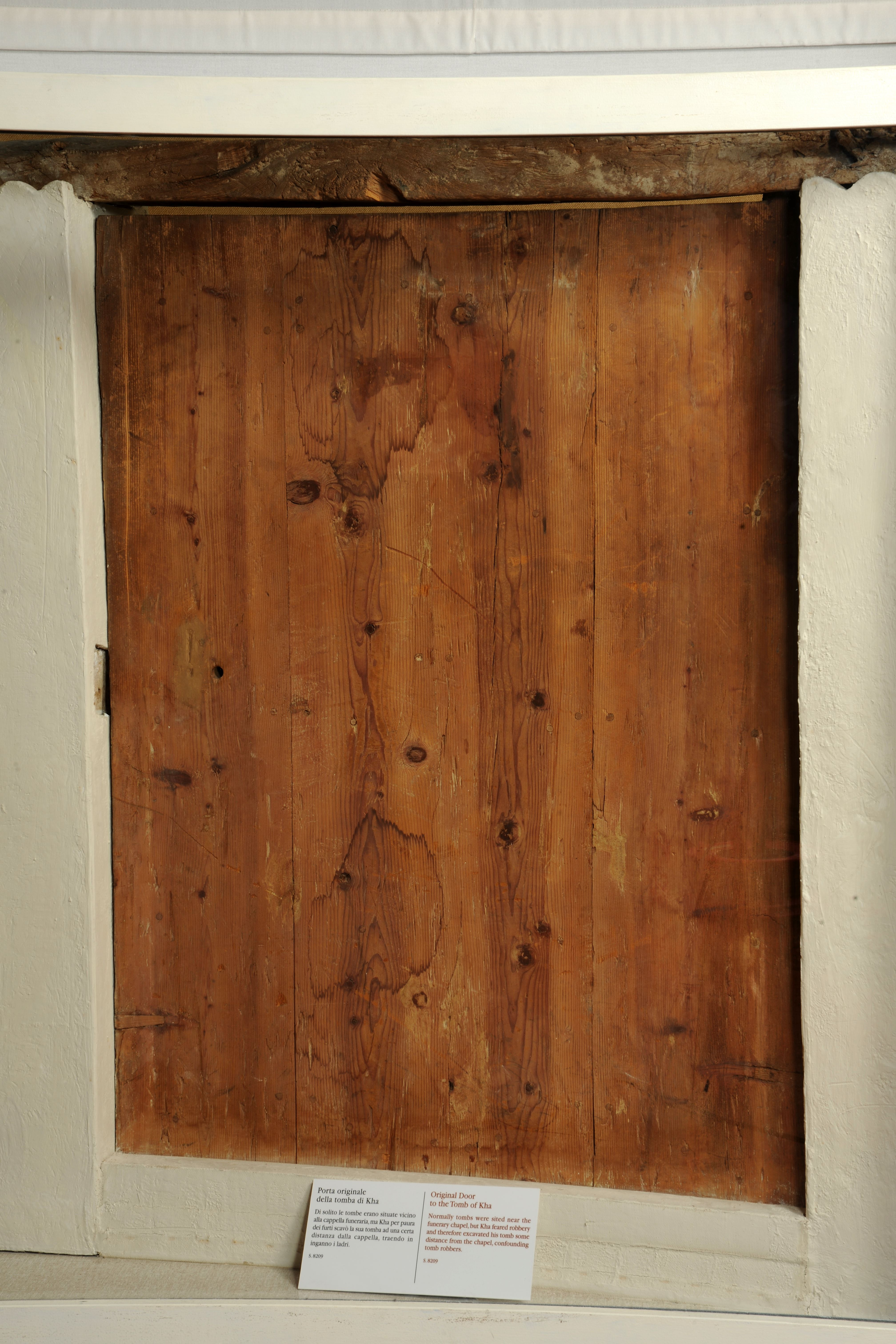
La porta originale della camera funeraria di Kha e Merit.

All'epoca della scoperta della tomba, l'unico modo per studiare le mummie consisteva nello sbendaggio e, talvolta, nella dissezione autoptica, entrambi metodi estremamente invasivi e che compromettevano lo stato di conservazione dei corpi. Ernesto Schiaparelli ebbe la lungimiranza di lasciare intatte le mummie di Kha e Merit, così come tutte quelle presenti nella collezione torinese. Vennero dunque avviate alcune indagini con il coinvolgimento di botanici, chimici e antropologi; nel 1966 il museo eseguì la prima indagine radiografica delle mummie di Kha e Merit.
Le radiografie mostrarono che la coppia indossava dei gioielli (la cui presenza fino ad allora era solo ipotizzata) e fornirono le prime indicazioni sulle condizioni fisiche dei coniugi. Negli anni 1980 vennero pubblicati i risultati di nuove indagini mediche più accurate, ma solo nel 2002, dopo le prime TAC eseguite all'Ospedale Molinette, si poté appurare che gli organi di Kha e Merit non furono mai rimossi e che i loro corpi furono sottoposti a un diverso processo di imbalsamazione che è ancora oggi oggetto di studio.

#### Condizioni fisiche di Kha e Merit

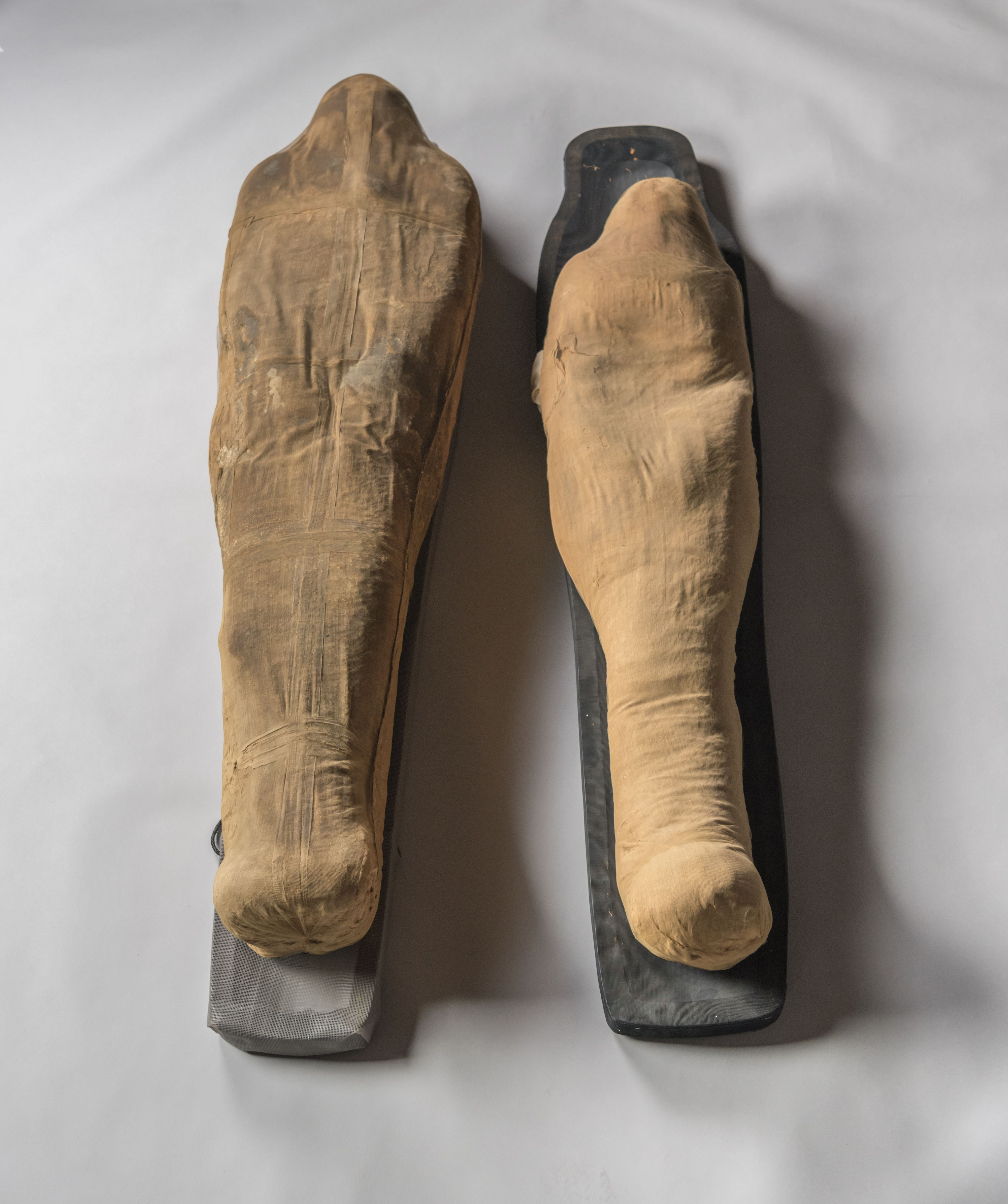
Le mummie di Kha (a sinistra) e Merit (a destra).

Kha venne deposto in posizione supina con le mani unite all'altezza del pube; era alto circa 172 centimetri ed era di corporatura abbastanza robusta. Al momento della morte aveva circa 60 anni, età decisamente ragguardevole per l'epoca. Tra i fattori che hanno permesso di calcolare l'età di Kha, vi è la situazione dei denti: aveva perso quasi tutti i molari e premolari superiori e la dentatura inferiore era fortemente compromessa; inoltre sono state osservate alterazioni artritiche alle ginocchia e alle vertebre dorsali e lombari, che portano a pensare che potesse soffrire di dolori alla schiena e difficoltà ad alzarsi da una posizione seduta.
Il braccio destro mostra una calcificazione all'articolazione del gomito, dovuta probabilmente a un gesto protratto nel tempo, come quello per il taglio della legna. Questo particolare permette di affermare che Kha fosse destrimano. Come detto, gli organi interni non furono rimossi in quanto non è presente il taglio addominale che si eseguiva per l'eviscerazione e le TAC mostrano ben riconoscibili i polmoni, il fegato, i reni e una porzione del cervello.
Le TAC hanno anche permesso di osservare la presenza di calcoli biliari, con molta probabilità formati da bilirubina e sali di calcio (calcoli pigmentari), la cui origine, non ancora verificabile, può essere riconducibile, oltreché all'obesità, anche a un disordine emolitico come l'anemia falciforme o la talassemia. La causa della morte di Kha è sconosciuta, ma sicuramente non fu conseguenza di un trauma.
Il corpo di Merit è in condizioni peggiori rispetto a quello del marito, avendo perso nel tempo volume e consistenza. Le radiografie e la TAC hanno evidenziato gravi danni post mortem come la frattura della colonna vertebrale, la deformazione del torace e la lussazione dell'anca. Si è comunque potuto stimare per Merit un'altezza di circa 160 centimetri e, sulla base delle buone condizioni dei denti e delle ossa, un'età di circa 25-30 anni. Anche in questo caso la causa della morte è ignota.

#### Gioielli indossati da Kha e Merit
Attraverso i raggi X è possibile capire la forma, le dimensioni e i materiali dei gioielli indossati da Kha e Merit sotto i bendaggi, anche grazie al confronto con oggetti simili esposti in diversi musei internazionali e con le raffigurazioni nelle decorazioni delle tombe.
Kha indossa oggetti che probabilmente portava anche in vita e amuleti funerari pensati per il viaggio nell'Aldilà. Sono presenti, per la prima categoria di ornamenti, sei anelli sulle dita, due grandi orecchini e una collana a dischi e, tra gli ornamenti funerari, lo "scarabeo del cuore" legato al collo e due amuleti sulla gola e sulla fronte. In prossimità della spalla sinistra è inoltre presente un elemento a forma di conchiglia.
La collana è formata da una sequenza di dischi uniti da un cordino passante al centro: questo tipo di collana prende il nome di shebyu e faceva parte del cosiddetto "oro del valore" con cui il faraone ricompensava i suoi funzionari più capaci. È probabile che anche i due grossi orecchini fossero parte dell'"oro del valore".
Lo "scarabeo del cuore", posizionato sulla gola di Kha, è incastonato in un alloggiamento in lamina, probabilmente d'oro, e legato al collo tramite una cordicella. Gli altri due amuleti hanno due forme differenti: uno ha la forma del "nodo di Iside" (tit), solitamente realizzato con paste vitree o pietre rosse (una sua raffigurazione si trova nella formula 175 del Libro dei Morti). Il secondo amuleto, collocato sulla fronte e probabilmente realizzato con lo stesso materiale del primo, ha la forma della testa di un cobra e prende il nome di menqebit.
I gioielli indossati da Merit non presentano valenze funerarie e sono il linea con i modelli indossati dalle donne dell'élite della sua epoca. Ha un doppio foro alle orecchie e indossa due coppie di orecchini. Ogni orecchino è costituito da sei tubicini realizzati a partire da una foglia d'oro rettangolare con due bordi uniti tra loro a formare una sezione a goccia. Al collo porta un collare chiamato usekh composto da oltre quattrocento pendenti con forme floreali disposti su sette fili di perline, il più esterno dei quali è doppio; i pendenti sono equidistanti tra loro e ogni fila è caratterizzata da una specifica tipologia. Sui fianchi indossa una cintura costituita da cinque filari di perline ed elementi a forma di conchiglia e una collana composta da tre fili di perline. Sul braccio sinistro porta un bracciale composto da dieci filari di perline stretti tra due elementi di chiusura.

#### Sarcofagi e maschera funeraria di Merit

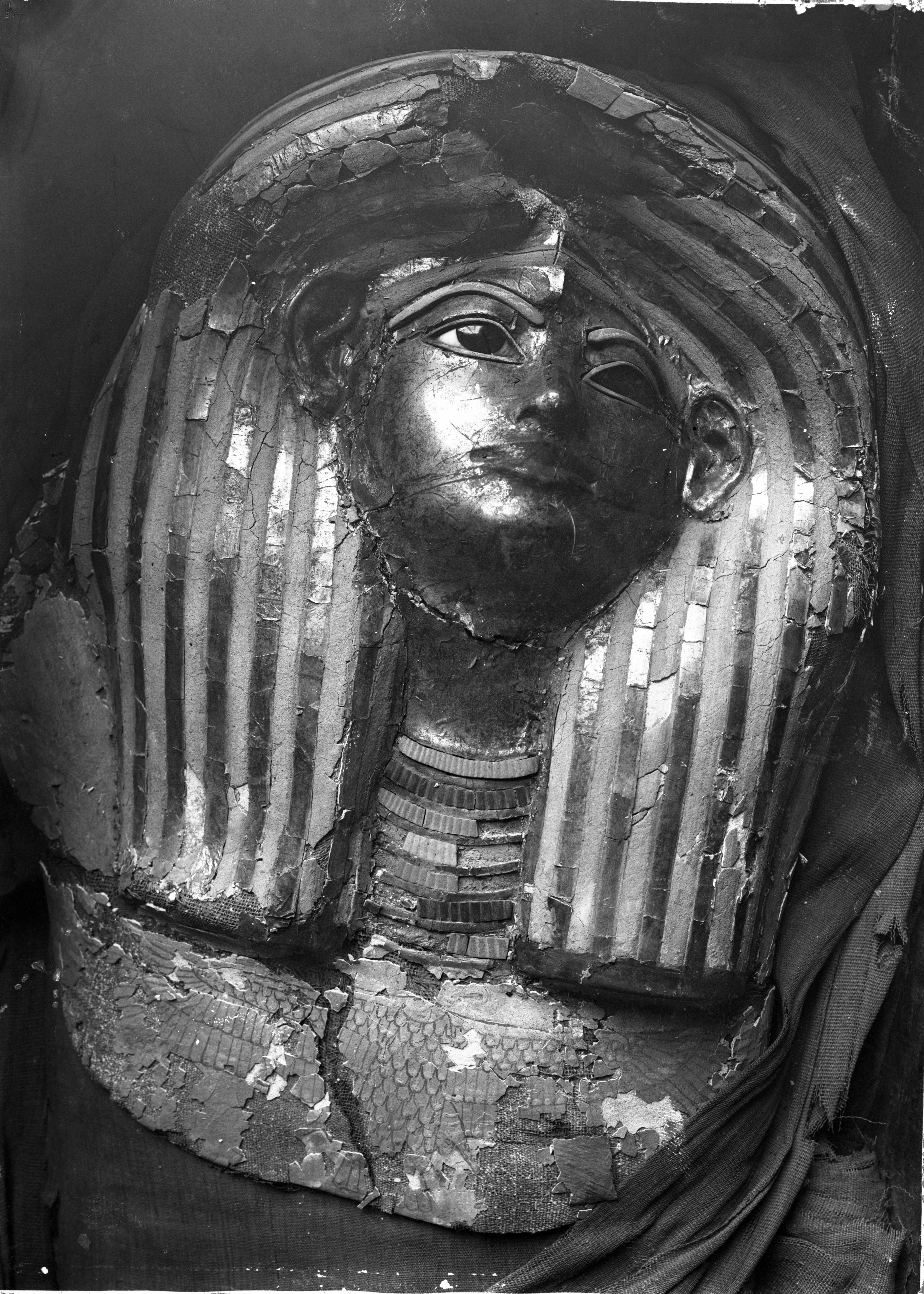
Maschera funeraria dorata di Merit (S. 8473), ancora appoggiata alla mummia della donna, al momento del suo ritrovamento, 1906.

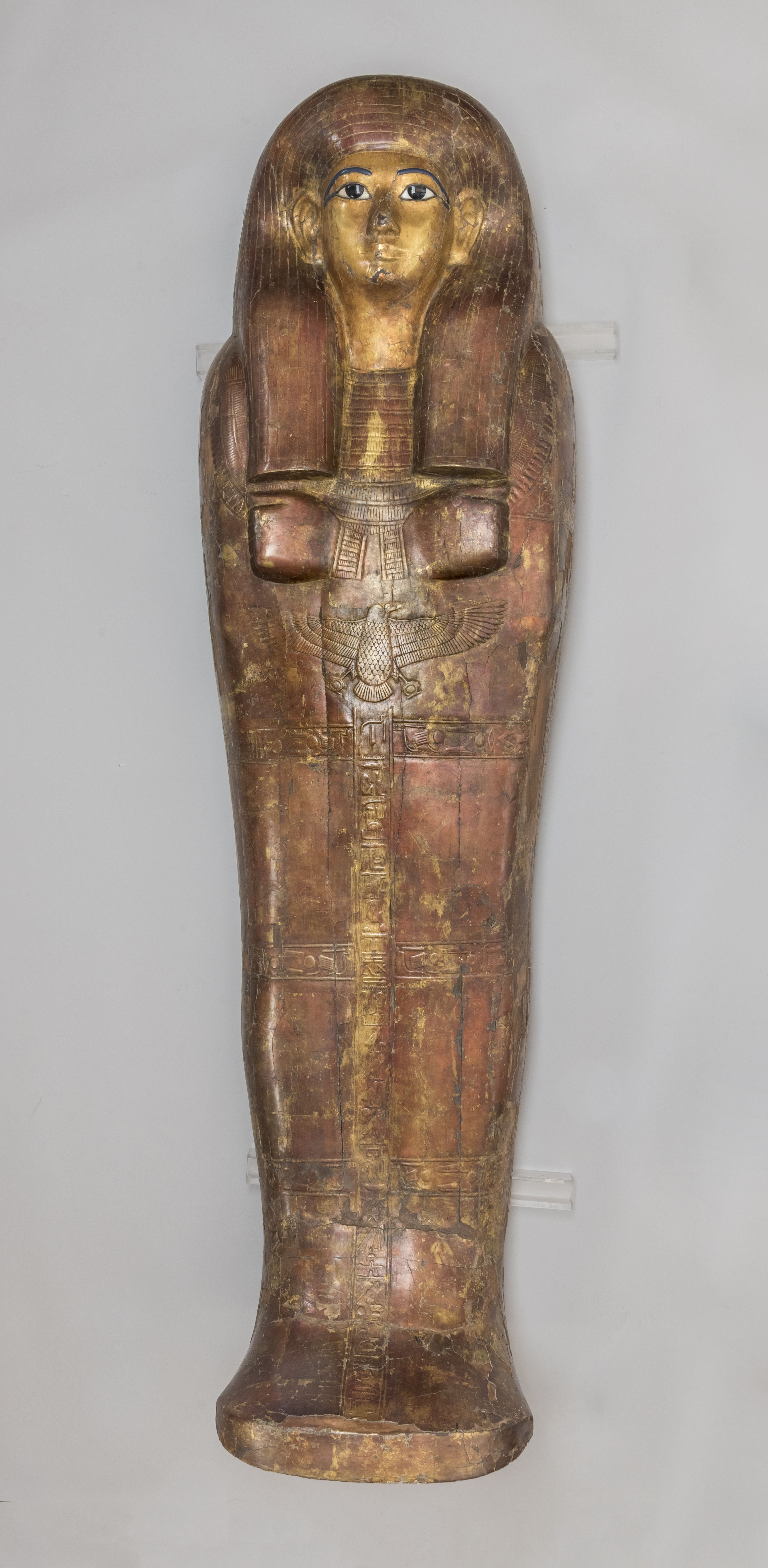
Il sarcofago interno di Kha.

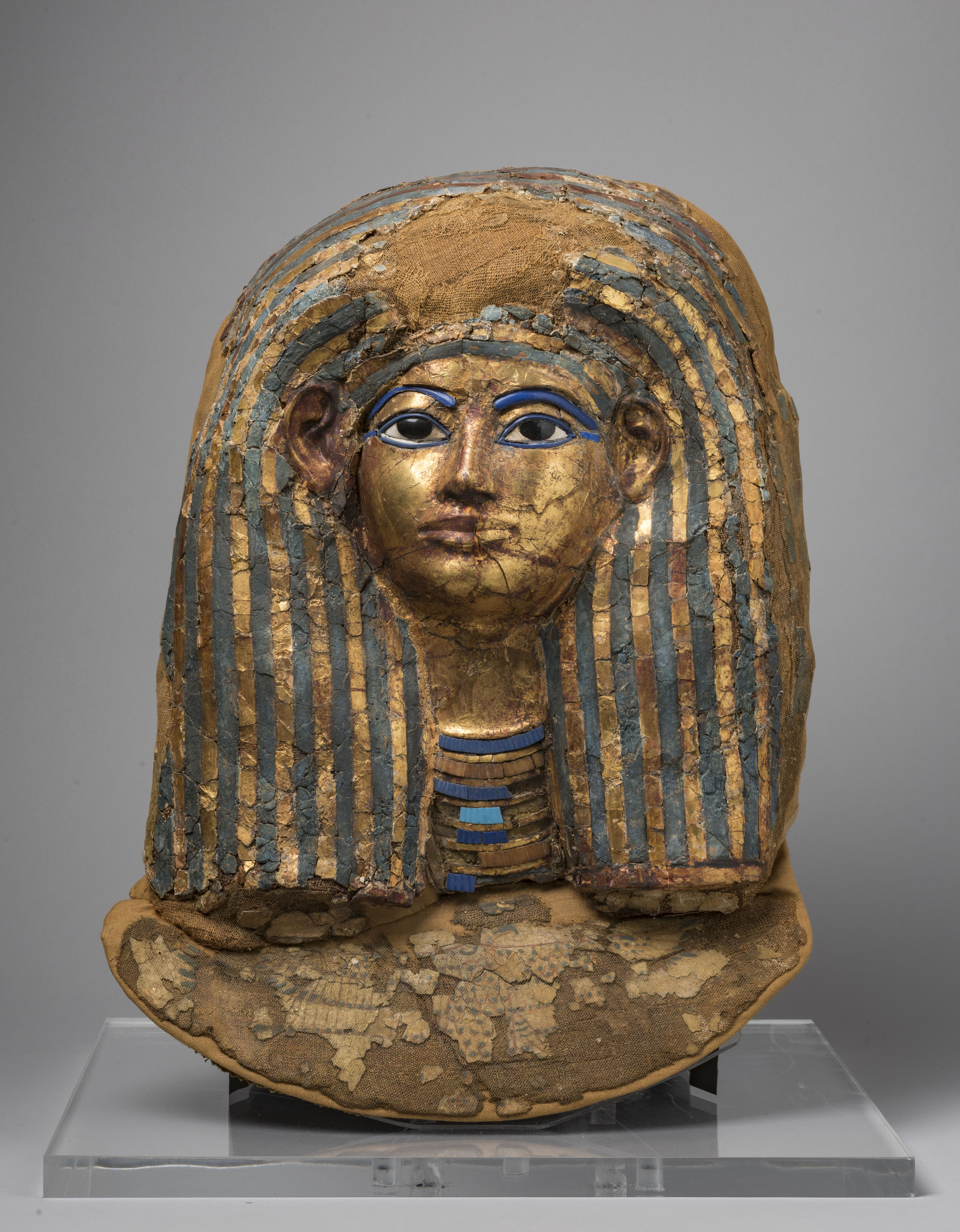
La maschera funeraria di Merit.

All'epoca di Kha e Merit i membri più in vista della società tebana avevano tre sarcofagi: uno esterno, uno intermedio e uno interno, il quale conteneva la mummia.
Al momento della scoperta, il sarcofago di Kha era coperto da un grande lenzuolo di lino rossastro. La struttura del sarcofago esterno è in legno di sicomoro ricoperto da uno strato di resina di pistacia per renderlo nero e lucido. La cassa è composta da cinque parti smontabili e un coperchio di forma arcuata. La base è a forma di slitta per facilitare il trasporto del sarcofago nella tomba durante il funerale. Analogamente, il sarcofago esterno di Merit, più piccolo e meno rifinito, è stato scoperto sormontato da un telo rosso; la resina è distribuita meno uniformemente e sono andati perduti gli elementi della slitta. Entrambi, per essere posizionati nella tomba, sono stati smontati e rimontati una volta all'interno, come dimostrano alcuni segni sul legno tracciati in prossimità delle intersezioni per identificare gli elementi da accoppiare.
Il sarcofago intermedio di Kha riproduce l'immagine della mummia con la raffigurazione della sua maschera funeraria e un ampio collare chiamato usekh. È anch'esso in legno, con alcuni elementi realizzati con altri materiali, come gli occhi in pasta vitrea e alabastro. Anche il sarcofago intermedio è ricoperto di resina di pistacia, che in questo caso presenta elementi in rilievo ricoperti di foglia d'oro. Sono realizzati con questo metodo il volto, le striature della parrucca, le mani e l'ampio collare con terminazioni a testa di falco, così come le bande verticali e orizzontali che imitano le fasce che stringono il lenzuolo funerario intorno alla mummia del defunto. Sulle bande sono presenti formule e preghiere tratte dal Libro dei Morti.
Il sarcofago interno di Kha, che ancora contiene la mummia, e il sarcofago intermedio erano ornati con ghirlande di fiori posti freschi il giorno del funerale. L'aspetto del sarcofago interno e i testi su di esso sono una replica fedele del sarcofago intermedio, ma a differenza di questo è interamente rivestito di foglia d'oro posata su un sottile strato di gesso per rendere in rilievo le figure e le iscrizioni.
Merit ha solo due sarcofagi, uno interno e uno esterno. Quello interno è molto più grande rispetto alla mummia che vi è deposta e il fondo e i lati furono riempiti con teli e rotoli di lino per compensare gli spazi vuoti intorno alla mummia. La cassa e il coperchio hanno decorazioni non omogenee che riprendono quelle del sarcofago intermedio e interno di Kha. Anche i testi sul sarcofago interno di Merit sono a nome del marito. Queste circostanze suggeriscono una morte prematura e inattesa della donna, prima che il suo sarcofago fosse pronto per accoglierla, portando il marito Kha a cederle il proprio sarcofago.
La mummia di Merit era protetta da una maschera funeraria in cartonnage. Il volto e la parrucca sono dorati, mentre gli occhi e la collana sono decorati con paste di vetro colorate e pietre semipreziose.

Dettaglio del sarcofago intermedio di Kha
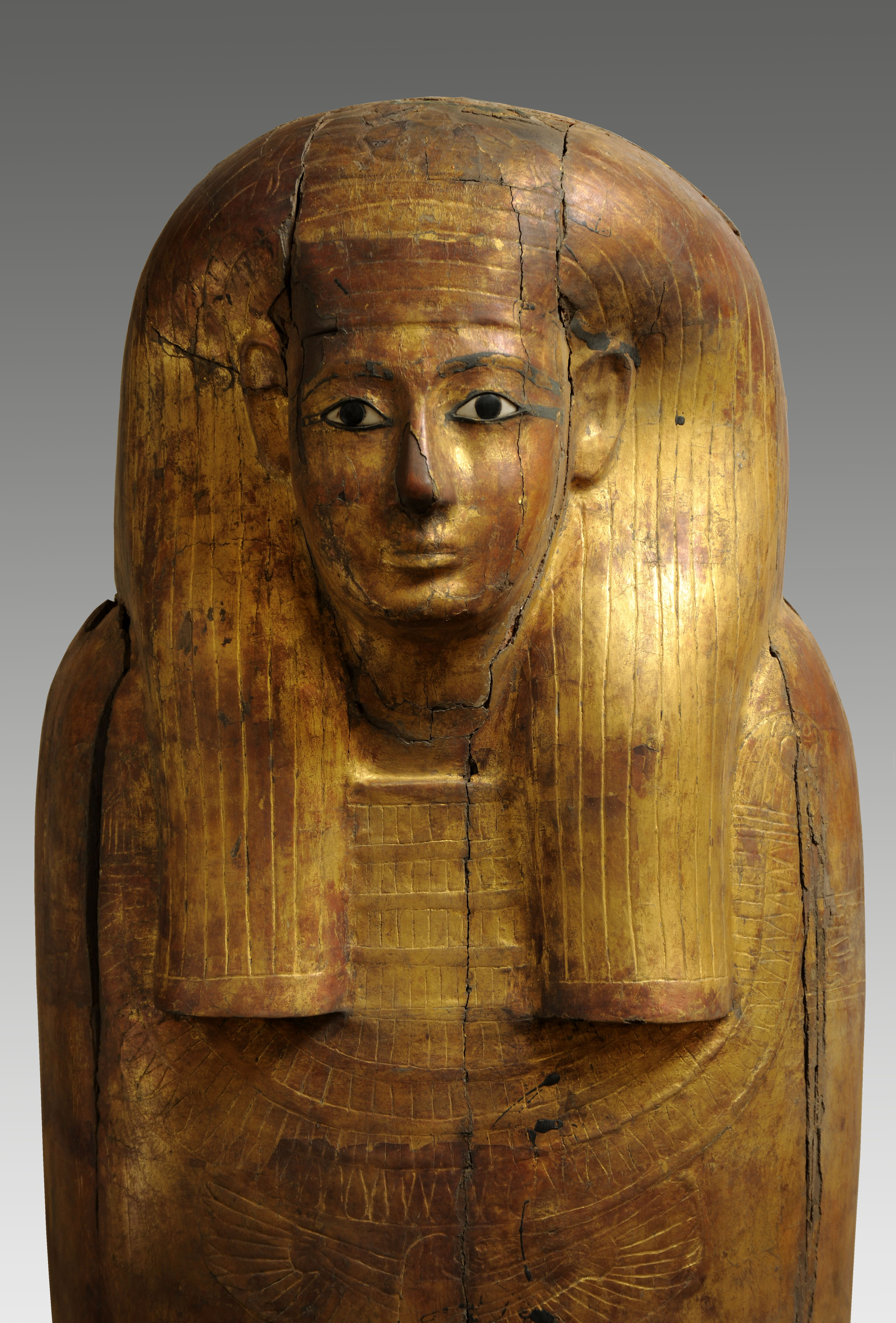
Dettaglio del sarcofago interno di Merit
Il sarcofago intermedio di Kha
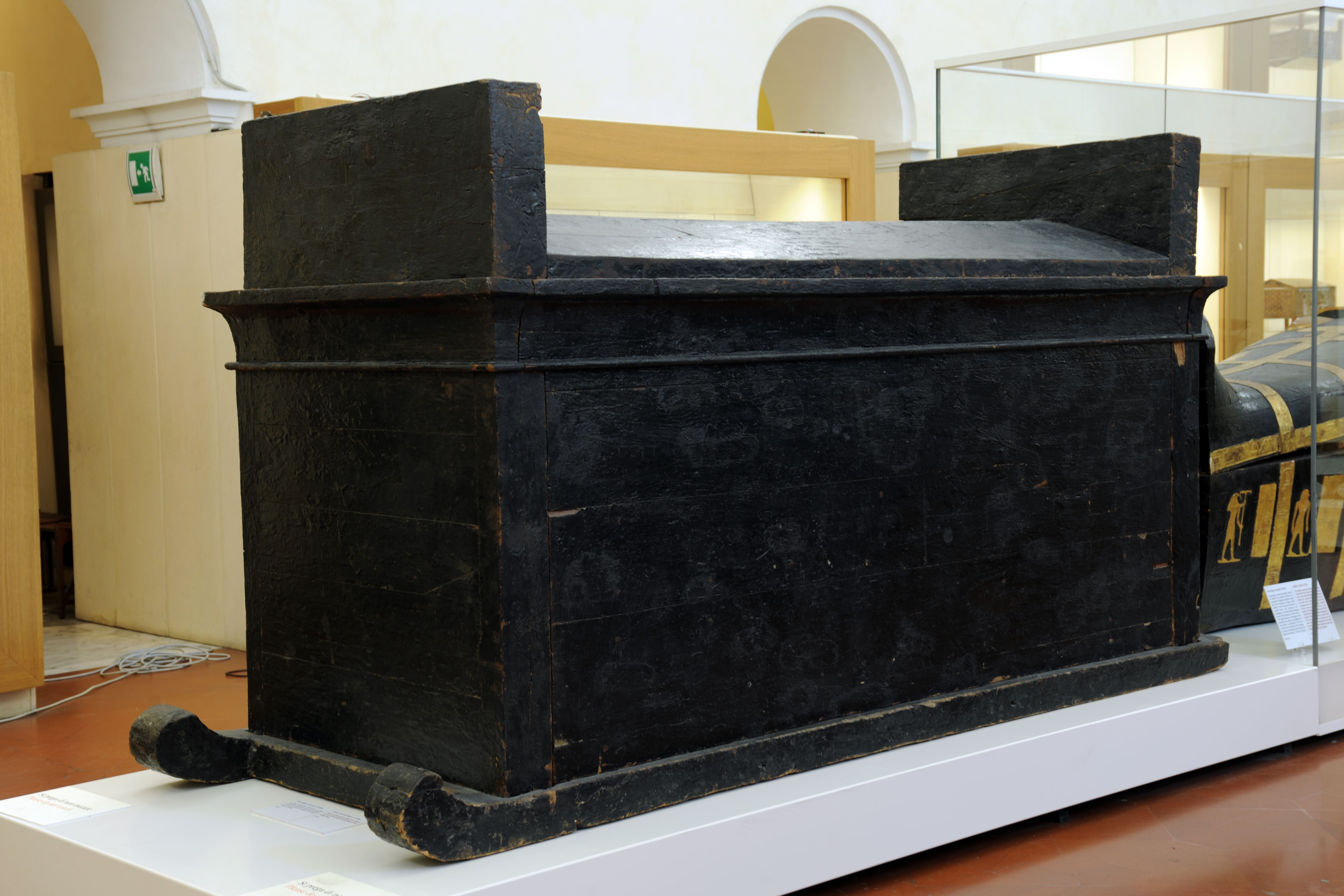
Il sarcofago esterno di Kha
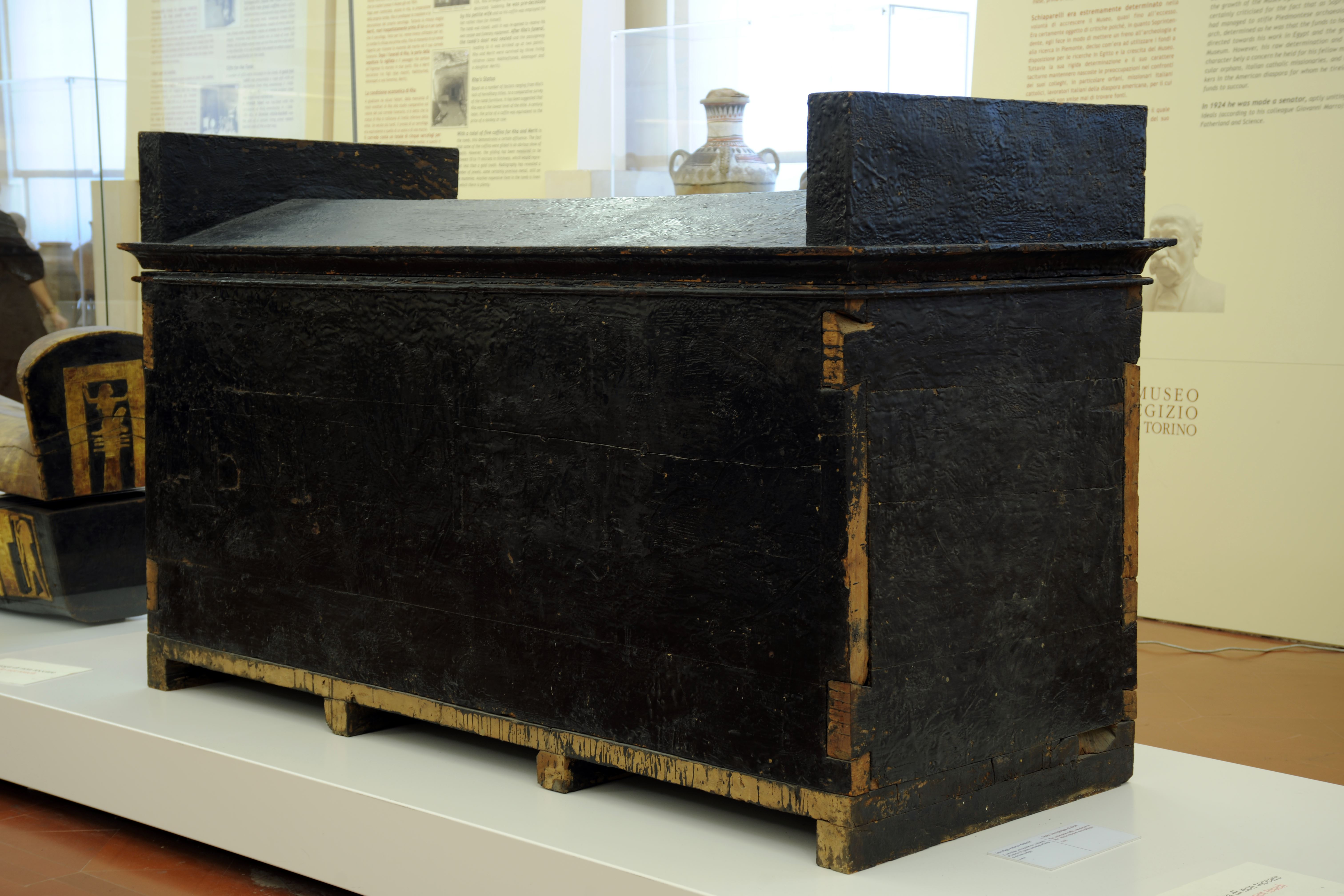
Il sarcofago esterno di Merit

#### Statuetta funeraria di Kha e modello di sarcofago

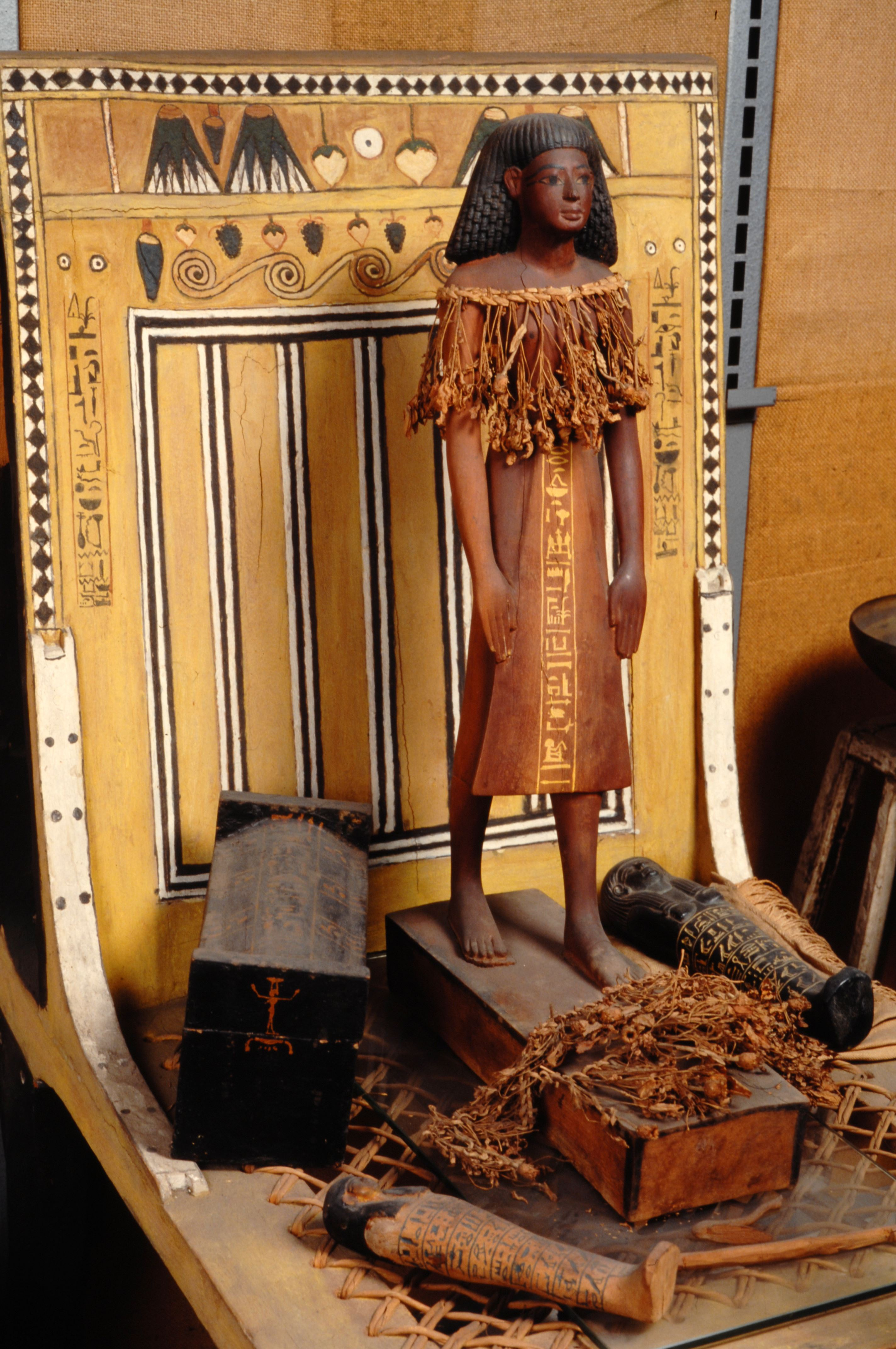
La statuetta di Kha e i modellini dei sarcofagi.

Come testimoniato dalle fotografie scattate all'epoca della scoperta della tomba, addossata al sarcofago di Merit era presente una sedia sulla quale era posta una statuetta raffigurante Kha ornata da due ghirlande di fiori veri attorno al collo e ai piedi, riproduzioni in miniatura di quelle deposte sui sarcofagi. Queste due ghirlande, analizzate dal botanico Oreste Mattirolo, erano composte da intrecci di fiori di loto (Nymphaea nouchali var. Caerulea), centaurea (Centaurea depressa) e meliloto (Melilotus parviflora), fissati attraverso il gambo a una treccia di foglie di palma. Intorno alla statuetta erano posizionati un modellino del sarcofago esterno di Kha contenente miniature degli attrezzi da lavoro, una statuetta in legno chiaro con geroglifici incisi azzurri e una statuetta funeraria nera con testi geroglifici dorati. Le due statuette imitano i sarcofagi interno e intermedio di Kha.

### Libri dei Morti

#### Libro dei Morti di Kha

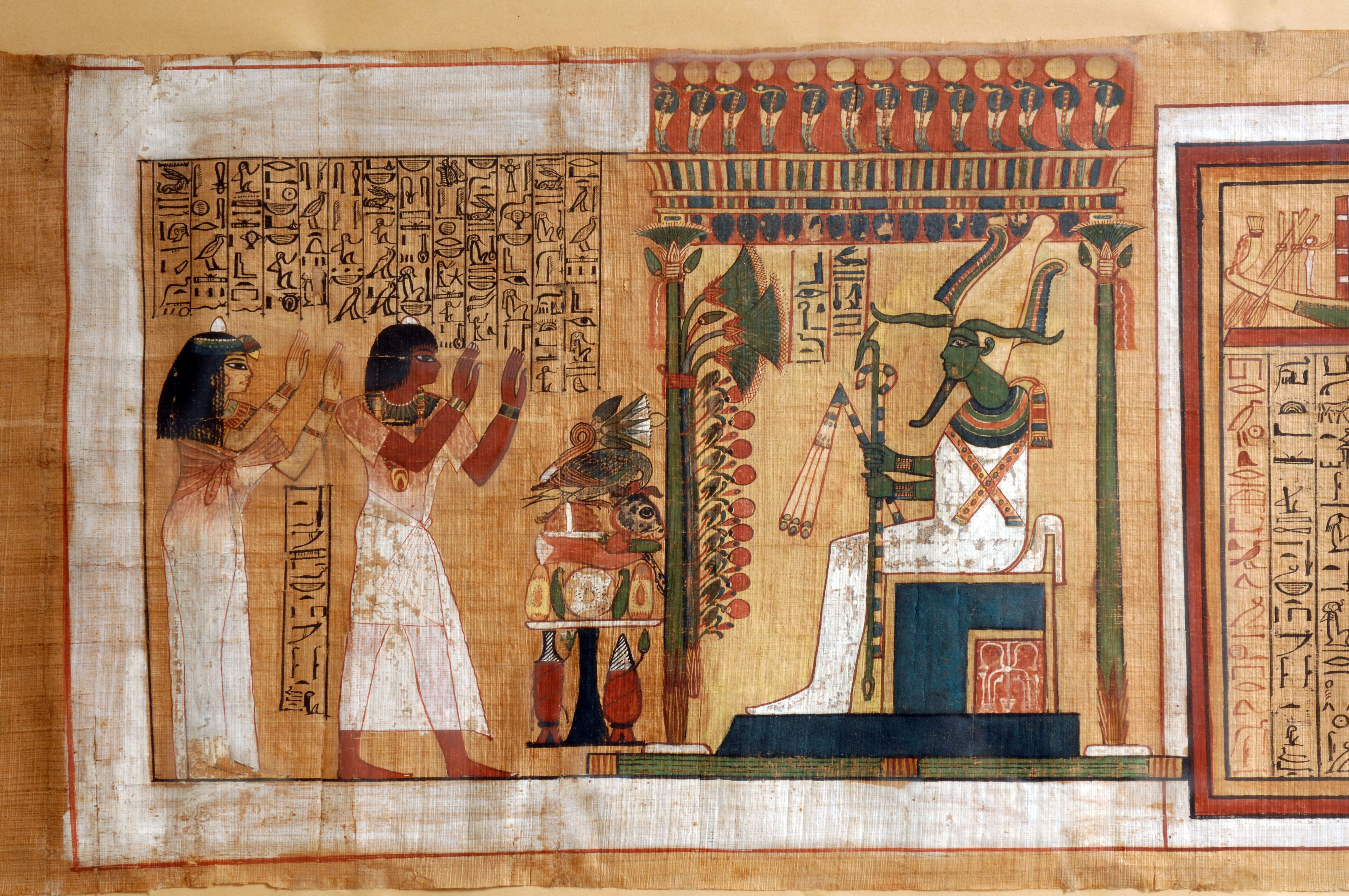
Adorazione di Osiride nel Libro dei Morti di Kha.

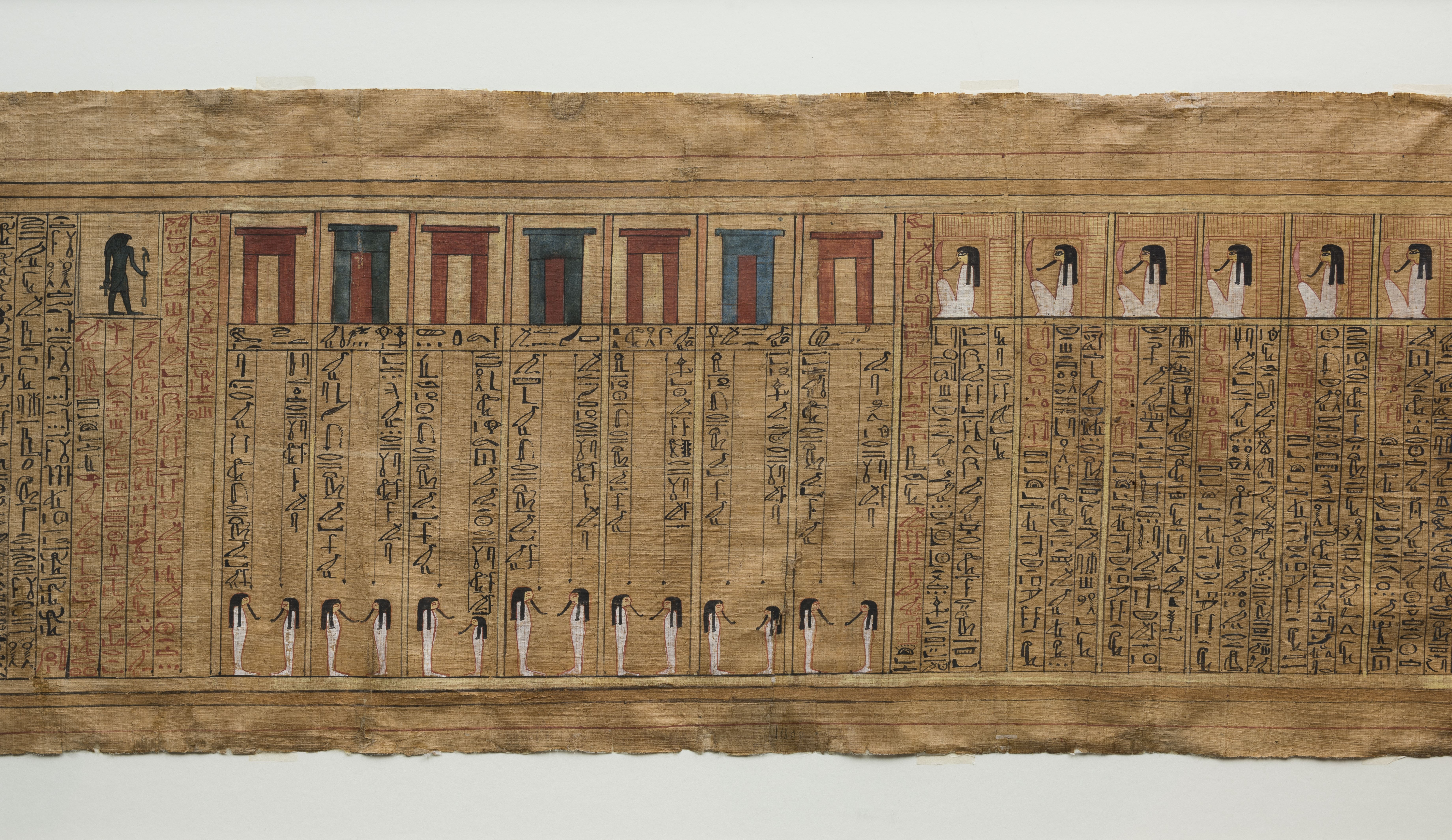
Conoscere i nomi dei guardiani delle sette porte, seguito da Inizio dei cancelli segreti del dominio di Osiride nei campi-iaru nel Libro dei Morti di Kha.

Il Libro dei Morti di Kha fu rinvenuto, in perfetto stato, più volte ripiegato e disteso sopra il secondo sarcofago che era quasi interamente ricoperto e nascosto dal papiro. È oggi conservato presso il Museo Egizio di Torino, consiste di trentotto fogli di papiro di circa 35×40 cm per una lunghezza totale di 14 metri. Vi si ritrovano due distinte sezioni, di 19 e 15 fogli incollati tra loro; all'estremità sinistra furono aggiunti in un secondo momento tre ulteriori fogli di larghezza inferiore (14, 17 e 25 cm), mentre uno di 13 cm fu aggiunto in coda per proteggere con dei margini l'area scritta del papiro.
Sul papiro di Kha si ritrovano 33 formule distribuite su colonne che si leggono da sinistra verso destra e separate da linee verticali. L'area del testo è chiusa in alto e in basso da tre cornici di colore giallo, rosso e bianco, a cui segue un margine vuoto per proteggere l'area decorata da eventuali danni.
Le formule del Libro dei Morti di Kha sono precedute da una raffigurazione dell'adorazione al dio Osiride. La successione delle formule è la seguente:
1. Il giorno della sepoltura: per entrare dopo essere uscito
2. Formula per entrare dopo essere uscito
3. Formule per l'elevazione e la trasfigurazione, per uscire e discendere nella necropoli
4. Invocazione a Thot che difende Osiride davanti ai suoi nemici
5. Formula per trasformarsi in un airone-benu
6. Formula per trasformarsi in un airone
7. Formula per trasformarsi in uno spirito-ba
8. Formula per trasformarsi in un falco d'oro
9. Formula per trasformarsi in una rondine
10. Formula per trasformarsi in Ptah
11. Formula per trasformarsi in un serpente
12. Formula per trasformarsi in un fiore di loto
13. Formula per l'"aperura della bocca"
14. Formula per respingere il coccodrillo venuto a rubare il potere magico
15. Formula per respingere ogni serpente
16. Formula per affrettare il passo e uscire sulla terra
17. Formula per aprire la tomba per il ba e l'ombra, per uscire di giorno e avere forza nelle gambe
18. Formula per bere acqua e non bruciarsi con il fuoco
19. Formula per conoscere le formule per uscire in una singola formula
20. Libro che un uomo recita per suo padre o suo figlio nel giorno della festa dell'ovest
21. Libro per rendere il defunto uno spirito eccellente nel cuore di Ra
22. Altra formula per rendere eccellente uno spirito trasfigurato
23. Altra formula per rendere eccellente uno spirito trasfigurato
24. Altra formula per conoscere gli spiriti-ba di Khemenu
25. Formula per conoscere gli spiriti-ba dell'est
26. Formula per conoscere gli spiriti-ba dell'ovest
27. Formula per nutrire il defunto
28. Formule per la maschera funeraria
29. Formula per un nodo-tit fatto con pietra-khenmet (giaspro)
30. Formula per un pilastro-djed fatto d'oro
31. Formula per non ripetere la morte
32. Conoscere i nomi dei guardiani delle sette porte
33. Inizio dei cancelli segreti del dominio di Osiride nei campi-iaru

#### Libro dei Morti di Merit
Il Libro dei Morti di Merit, conservato presso la Biblioteca nazionale di Francia, è incompleto, lungo 167 cm e con interruzioni del rotolo a entrambe le estremità, probabilmente dovute a tagli praticati nel XIX secolo per poter vendere meglio il papiro sul mercato dell'antiquariato. Su questo papiro si trovano conservate 13 formule chiuse in alto e in basso da due cornici di colore giallo.
Le formule sono precedute, anche in questo caso, da una raffigurazione dell'adorazione di Osiride, a cui seguono, nell'ordine, le formule:
1. Il giorno della sepoltura: per entrare dopo essere uscito
2. Formula per entrare nel tribunale di Osiride
3. Formula per vivere con l'aria nell'Aldilà
4. Formula per conoscere il nome di Osiride
5. Formula per trasformarsi in un airone-benu
6. Formula per trasformarsi in un airone
7. Formula per trasformarsi in uno spirito-ba
8. Formula per trasformarsi in un falco d'oro
9. Formula per trasformarsi in una rondine
10. Formula per trasforamrsi in un serpente
11. Formula per trasformarsi in un fiore di loto
12. Formula per essere al fianco di Hathor
13. Formule per la maschera funeraria

### Oggetti della vita quotidiana
Una parte significativa del corredo della tomba di Kha e Merit è costituita da oggetti di uso comune, che il defunto avrebbe potuto utilizzare nell'Aldilà una volta compiuta la trasfigurazione in uno spirito immortale.

#### Letti di Kha e Merit
Tra gli oggetti più grandi vi sono due letti, uno per Kha, più grande, e uno per la moglie Merit, entrambi supportati da due traversine che corrono nel senso della larghezza del telaio. Entrambi i letti hanno un pannello verticale in legno sul lato dei piedi e il letto di Kha presenta i piedi sagomati a forma di zampa di leone. Sopra il letto di Merit Schiaparelli aveva rinvenuto un ampio lenzuolo e due teli lavorati con nodi "a fiocco", che probabilmente avevano la funzione di coprire dei pagliericci che creavano l'imbottitura del letto. Entrambi i letti sono dotati di un poggiatesta: quello di Merit è stato ritrovato avvolto in diversi strati di lino.

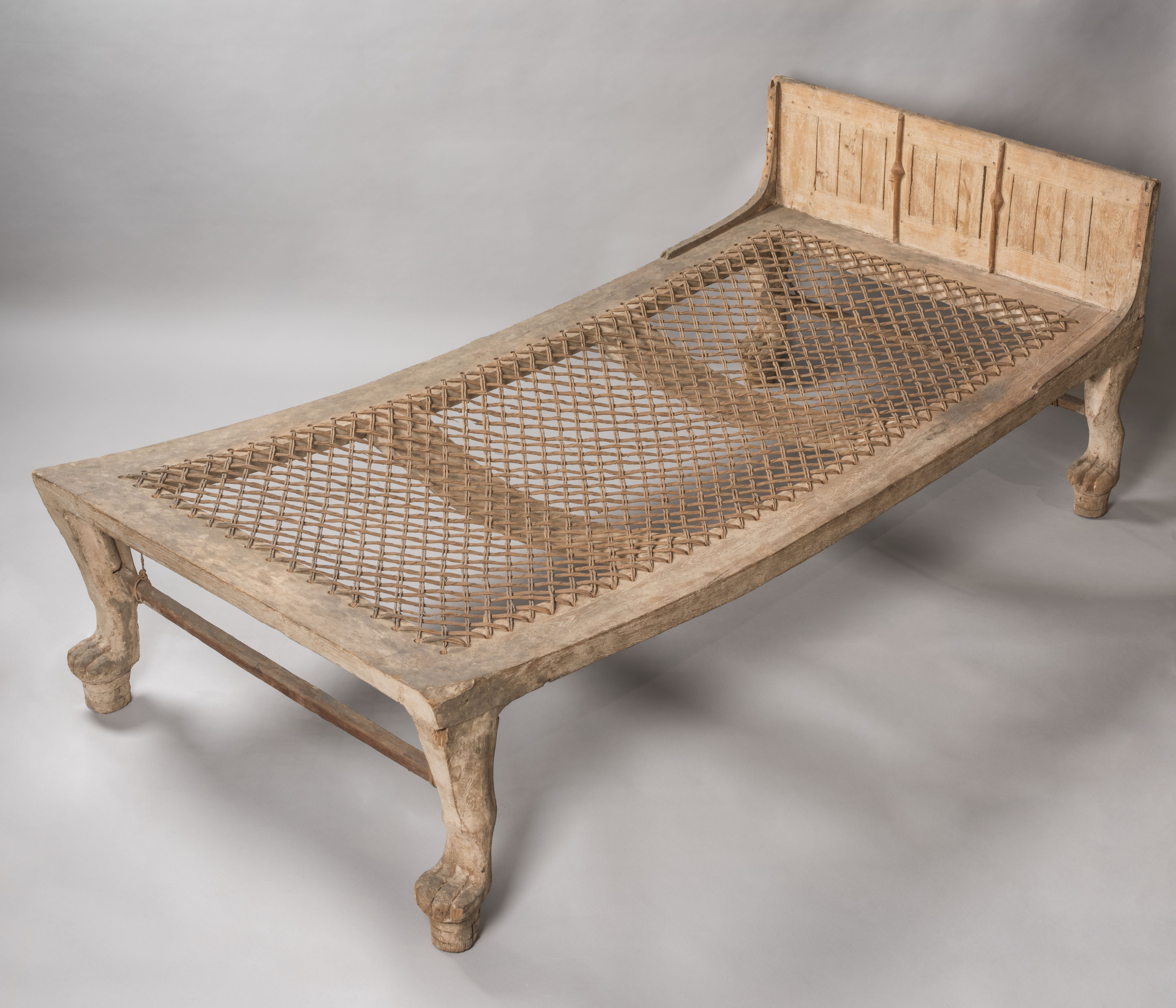
Il letto di Kha
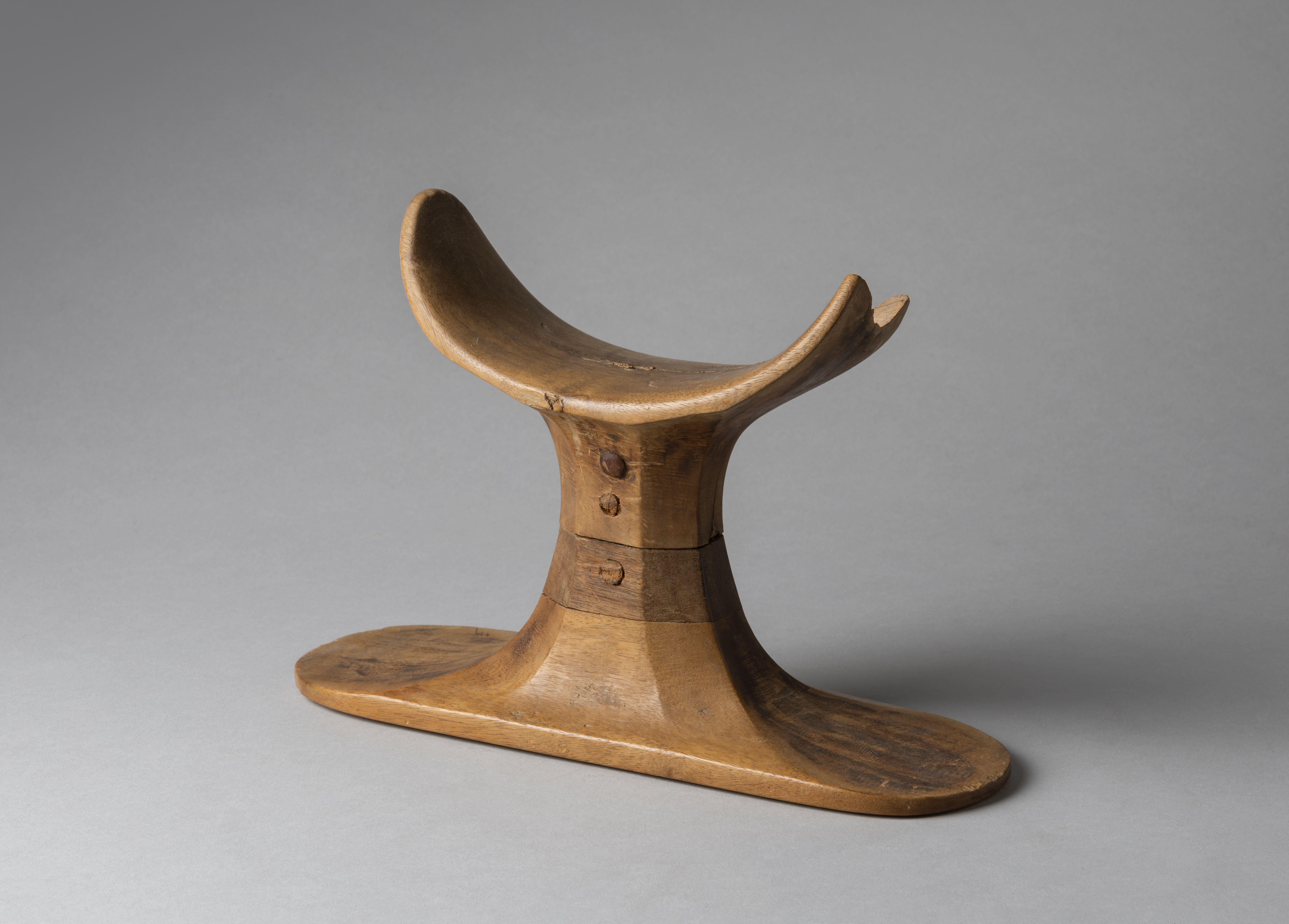
Il poggiatesta del letto di Kha
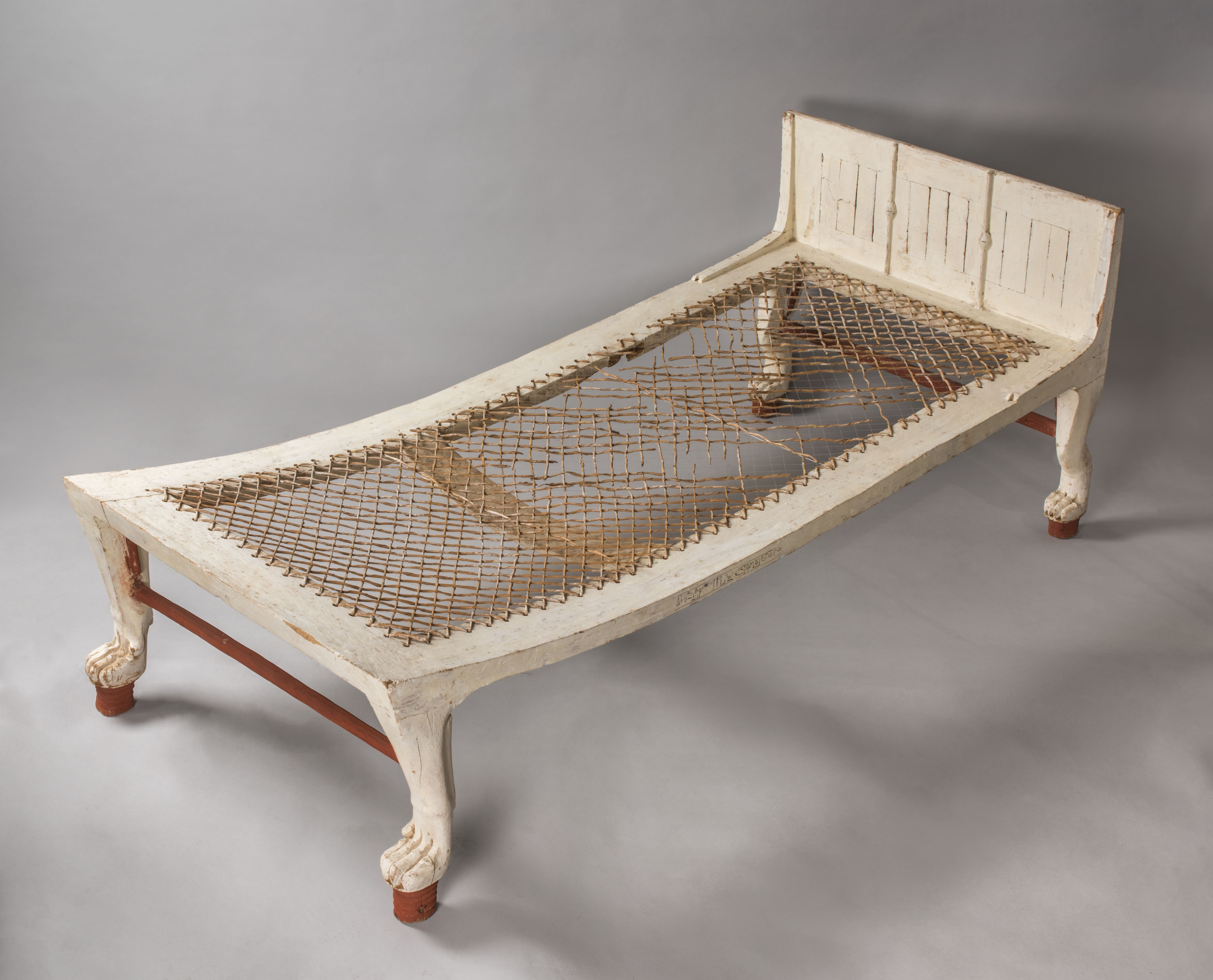
Il letto di Merit
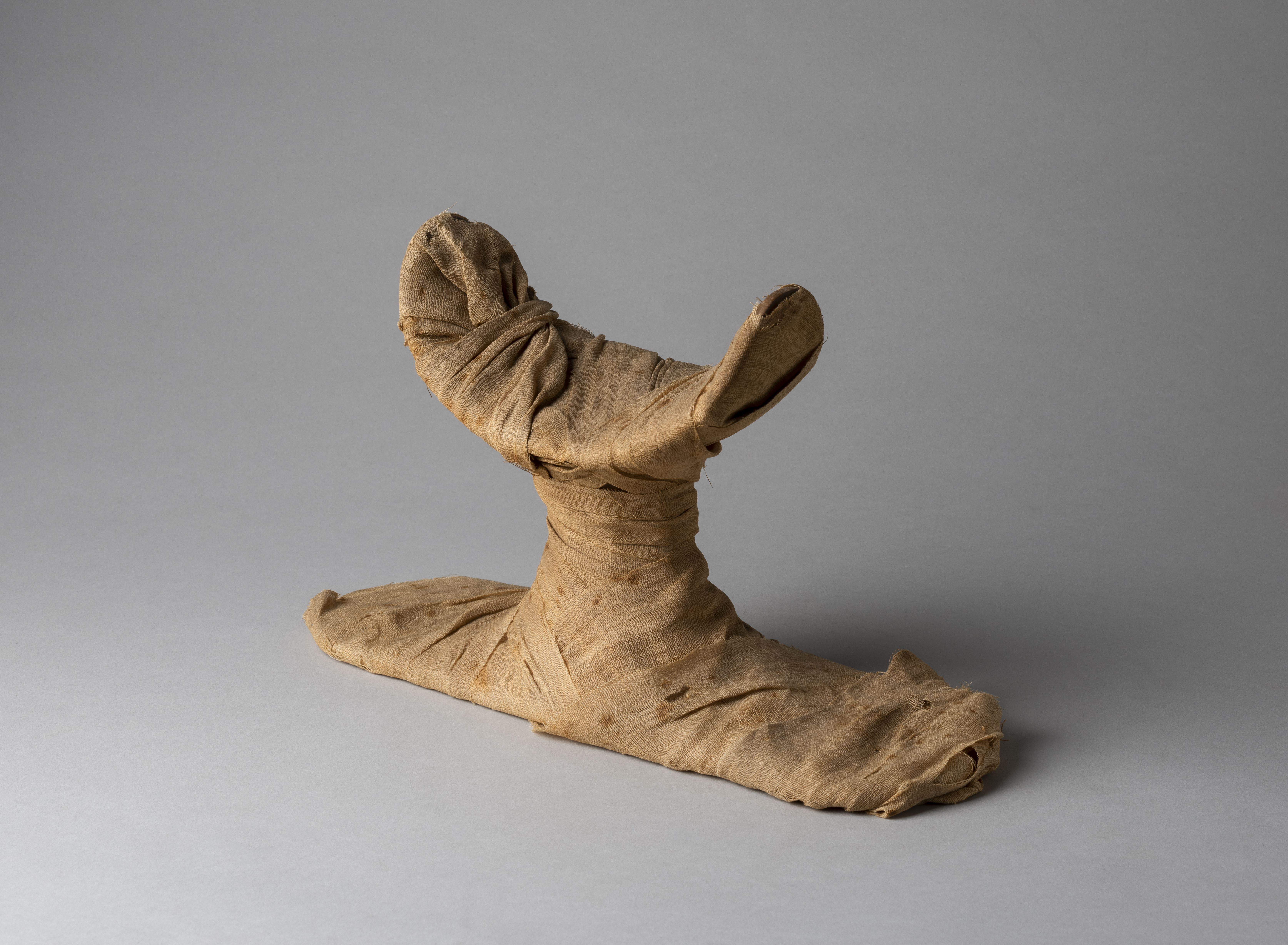
Il poggiatesta del letto di Merit

#### Sgabelli e sedie

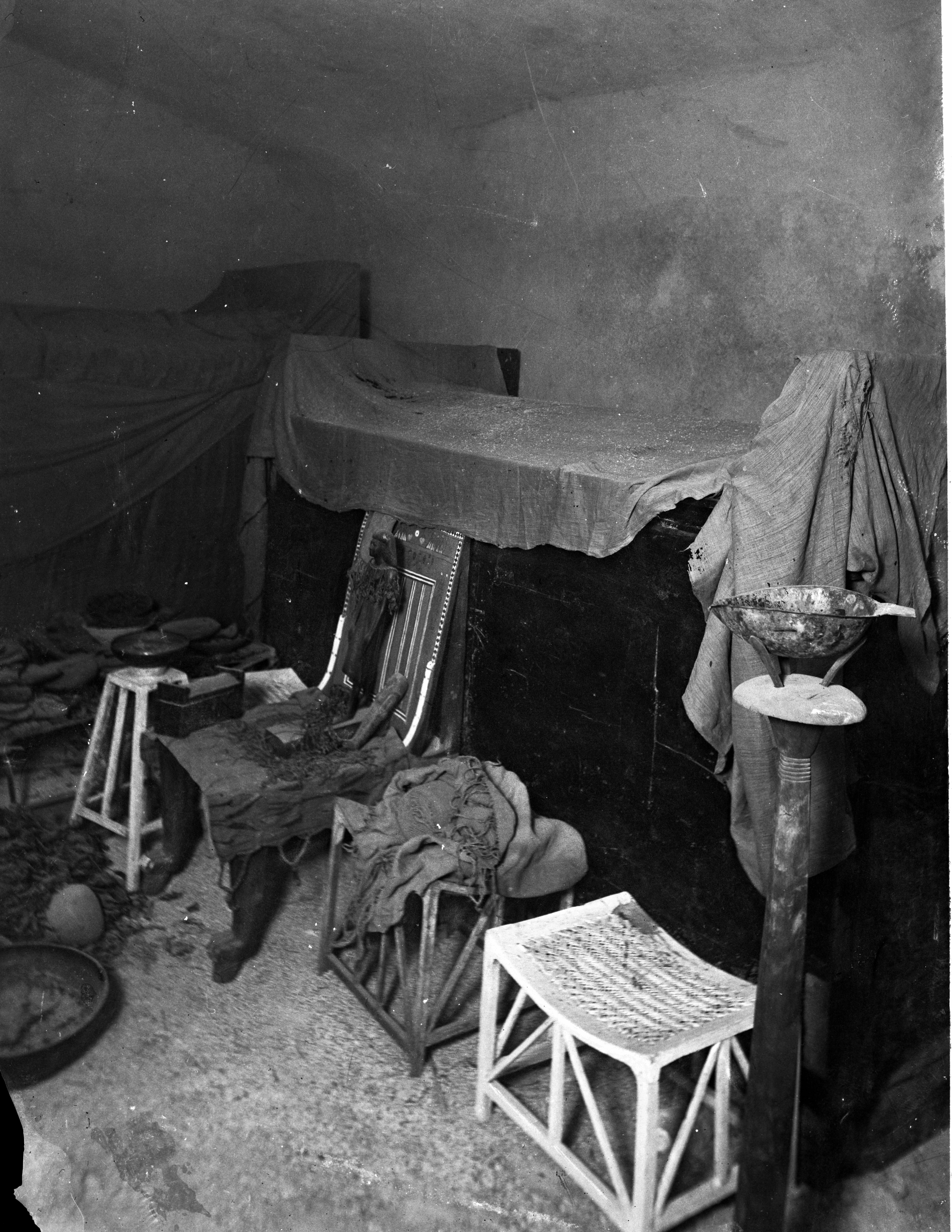
Veduta della camera funeraria intatta che ne mostra il contenuto disposto con cura, tra cui la sedia, gli sgabelli e il candelabro di fronte ai sarcofagi. Foto di Francesco Ballerini, 1906.

Lo sgabello pieghevole.

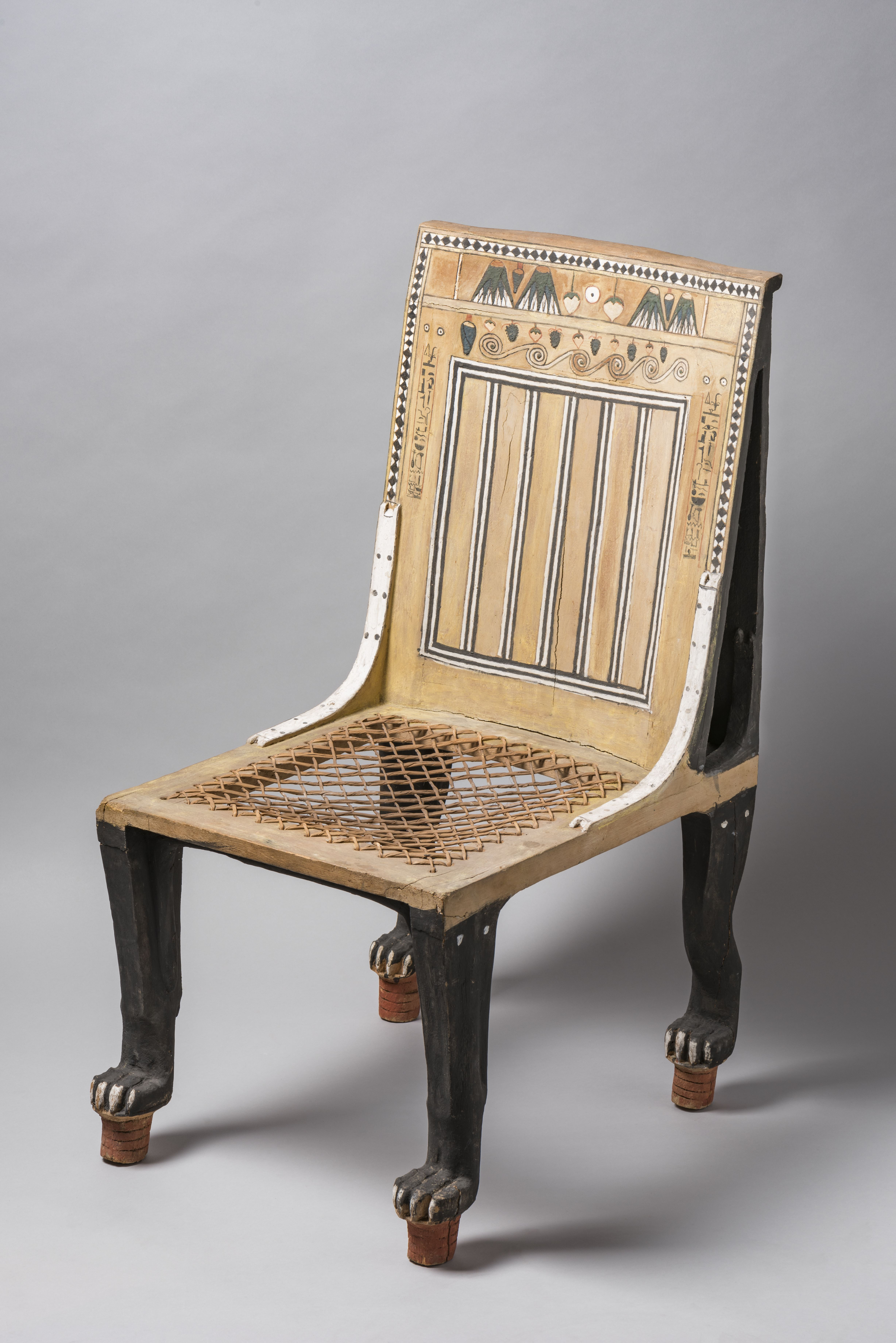
La sedia a quattro gambe con zampe di leone di Kha.

Il corredo della tomba di Kha e Merit comprende un certo numero di sedie di diverse forme e fatture, che riprendono l'uso dell'epoca di far accomodare gli invitati a un convivio su sedute diverse in base al rango o alla vicinanza sociale e affettiva al padrone di casa. Sono quindi presenti semplici stuoie, due sgabelli con tre gambe curve di semplice costruzione spesso utilizzato, come dimostrano le raffigurazioni nelle tombe, da artigiani e servitori al lavoro.
Sono poi presenti quattro seggiole con struttura a traliccio formata da traversine verticali e oblique che collegano quattro gambe che sostengono la seduta in legno o in cordini ritorti. Queste seggiole erano dotate di imbottiture contenute da copriseggiole in lino. Altre due seggiole a quattro gambe sono costruite con un livello tecnico superiore: una ha le gambe a forma di zampe di leone, l'altra ha una seduta in cuoio e una struttura fermata da tasselli in avorio.
Il sedile pieghevole di Kha ha la forma di una seggiola da campo del Medio Regno che, nel corso del Nuovo Regno, venne ripensata come bene di lusso. Presenta gambe richiudibili con la parte inferiore a forma di testa d'anatra che si incastrano su due elementi cilindrici privi di decorazione. Le teste d'anatra sono finemente lavorate e presentano intarsi in avorio sul becco, sulla testa e sul collo, alternati a intarsi in ebano, materiale utilizzato anche per la realizzazione degli occhi. Le gambe sono unite tra loro, a coppie, tramite un perno nel punto in cui si incrociano.
La sedia su cui è stata rinvenuta la statuetta di Kha presenta quattro gambe terminanti con zampe di leone e uno schienale leggermente arcuato e sorretto da supporti verticali. La sedia, realizzata quasi certamente per scopi funerari, è dipinta per imitare gli effetti delle sedie più prestigiose: il colore nero è usato per imitare l'ebano, il bianco per imitare l'avorio, il giallo per l'oro e il blu e il rosso per imitare le paste vitree, le pietre semipreziose e la faience. Le gambe sono verniciate completamente di nero con le unghie bianche. Sul bordo dello schienale si alternano il bianco e il nero lungo una fascia decorata a rombi. Lo schienale ha un fondo uniforme giallo con la parte superiore percorsa da un motivo di fiori di loto e un altro a spirali. Sui due lati dello schienale è presente un'iscrizione con un'offerta funeraria a Osiride in favore di Kha.

#### Doppia scacchiera

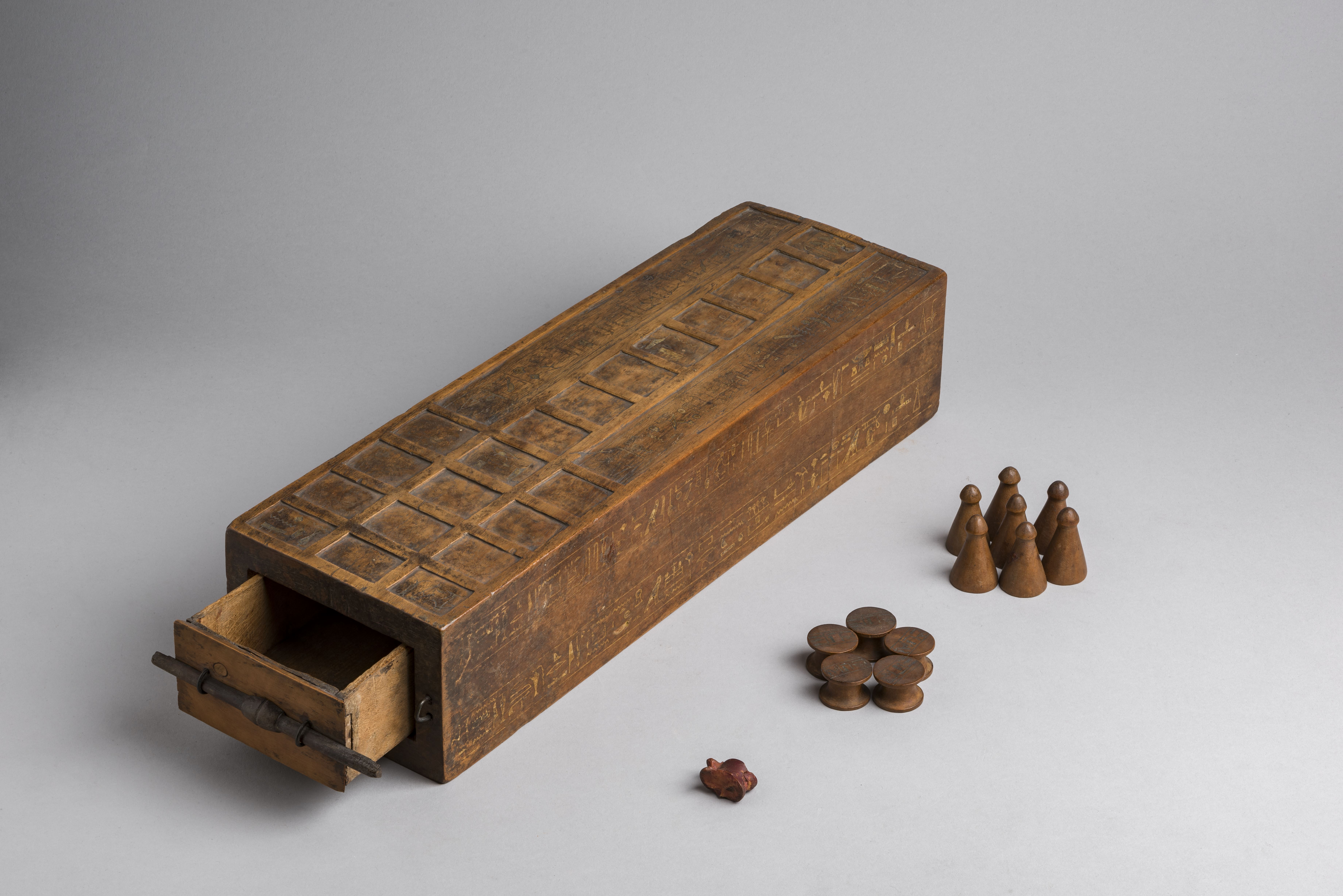
La doppia scacchiera per i giochi del senet e delle venti caselle.

Nel corredo della tomba di Kha e Merit è stata ritrovata una scacchiera che presenta, sui due lati maggiori, le griglie per il gioco del senet e per il "gioco delle venti caselle". Il corpo della scacchiera contiene un cassetto chiuso da un chiavistello dove venivano alloggiate due serie di pedine, sette di forma conica e cinque di forma cilindrica, e un sassolino che serviva per determinare le azioni di gioco nel corso della partita. Sui lati della scacchiera sono presenti decorazioni raffiguranti testi geroglifici e una scena di offerta di Benermeret ai genitori Neferhebef e Taiunis, gli stessi che sono raffigurati sulle pareti della cappella della tomba di Kha e Merit.

#### Oggetti per la cura della persona

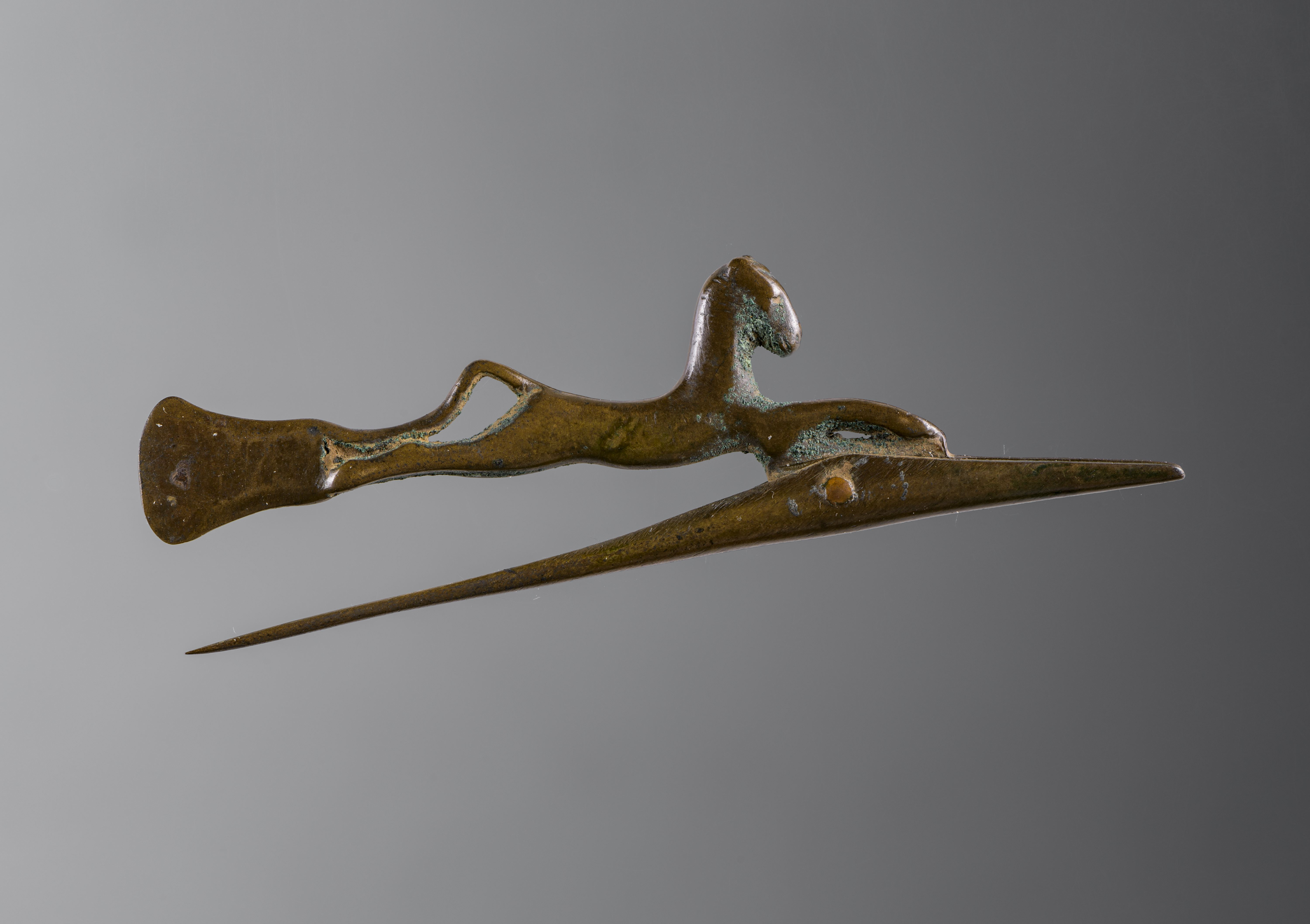
La pinzetta di Kha.

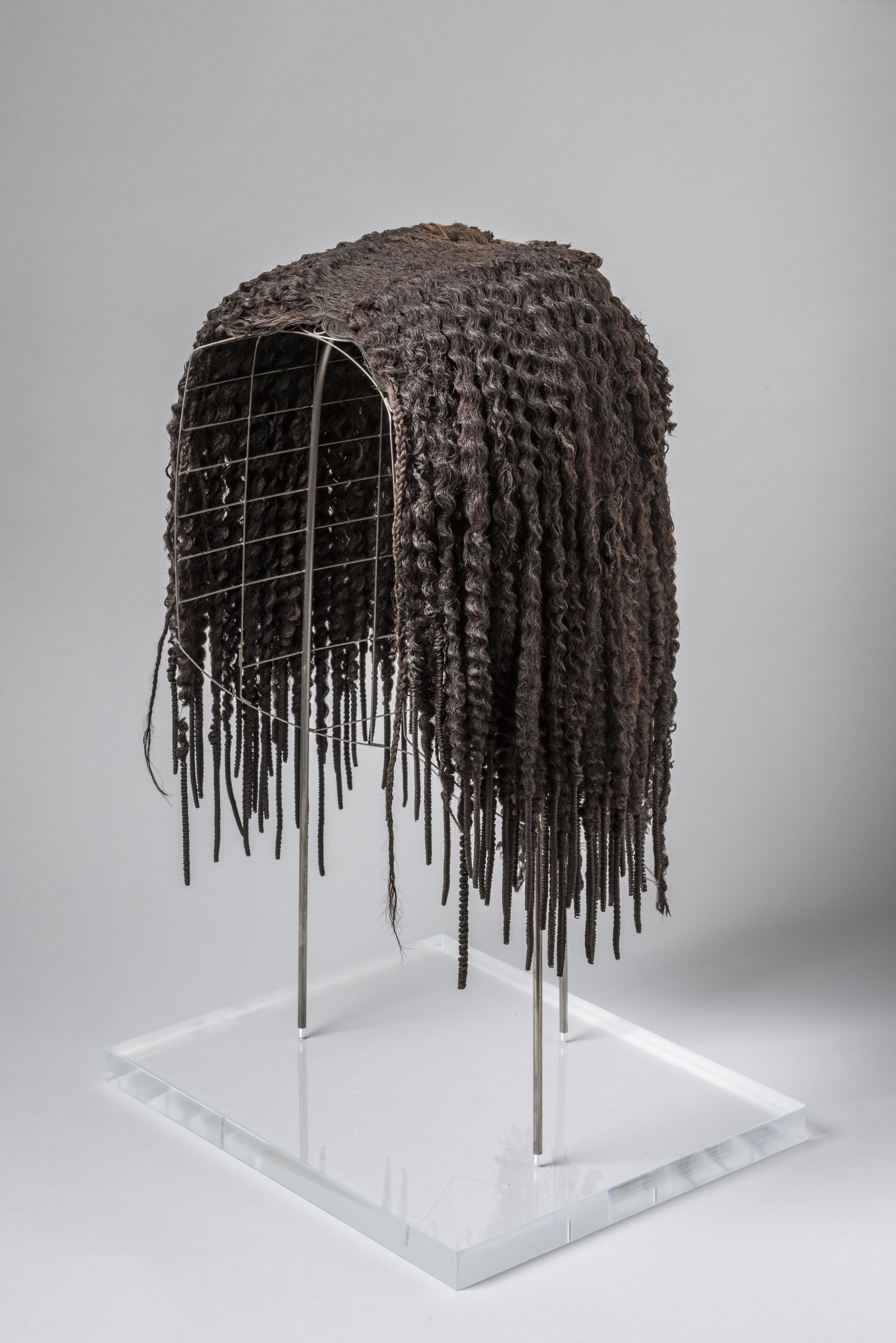
La parrucca di Merit.

Fondamentali per la vita dopo la morte dei defunti erano i vestiti e gli oggetti personali, ma anche i prodotti per la cura del corpo. Questi oggetti nella tomba di Kha e Merit erano contenuti in cofanetti di diverse dimensioni e tipologie: la maggior parte di essi è dipinta di bianco, mentre altri sono policromi, tutti chiusi con cordini annodati intorno a due larghi pomelli e chiusi da un sigillo. Un cofanetto era dedicato alla parrucca di Merit, un altro ai suoi cosmetici e uno conteneva una serie di oggetti personali di Kha (come vasellame in metallo, strumenti professionali e per la cura della persona).
Nella cosiddetta "cassetta di Kha" è stata trovata una borsa in cuoio con cinghia contenente un set di rasoi, insieme a una pietra per affilare le lame, un vasetto di alabastro contenente una sostanza a base di cera d'api usata probabilmente come emolliente per ammorbidire la pelle, e una pinzetta decorata con la raffigurazione di un cavallo in movimento. Sempre all'interno della cassetta di Kha sono stati rinvenuti cinque vasetti porta-kohl (un cosmetico per il trucco degli occhi), uno dei quali particolarmente raffinato, in ebano e avorio.
Tre cofanetti, per la presenza su di essi della formula "per il ka di Merit", sono certamente attribuibili alla defunta: due cofanetti porta cosmetici e un contenitore per la parrucca. Il cofanetto porta cosmetici, con doppio coperchio, è dotato di scomparti interni e conteneva delicati contenitori in alabastro, faience, corno e vetro colorato usati per conservare essenze profumate e creme emollienti.
Il contenitore per la parrucca di Merit, alto 111 centimetri, è in legno e presenta una decorazione rimasta incompleta. La parrucca è realizzata con ciocche di capelli veri imbevute di cera d'api e cucite e intrecciate tra loro a formare l'acconciatura di moda all'epoca. A completare il corredo di Merit ci sono poi due ceste in foglie di palma contenenti delle ciocche per la parrucca e alcuni accessori come spilloni per capelli e pettini e due piccoli rasoi.

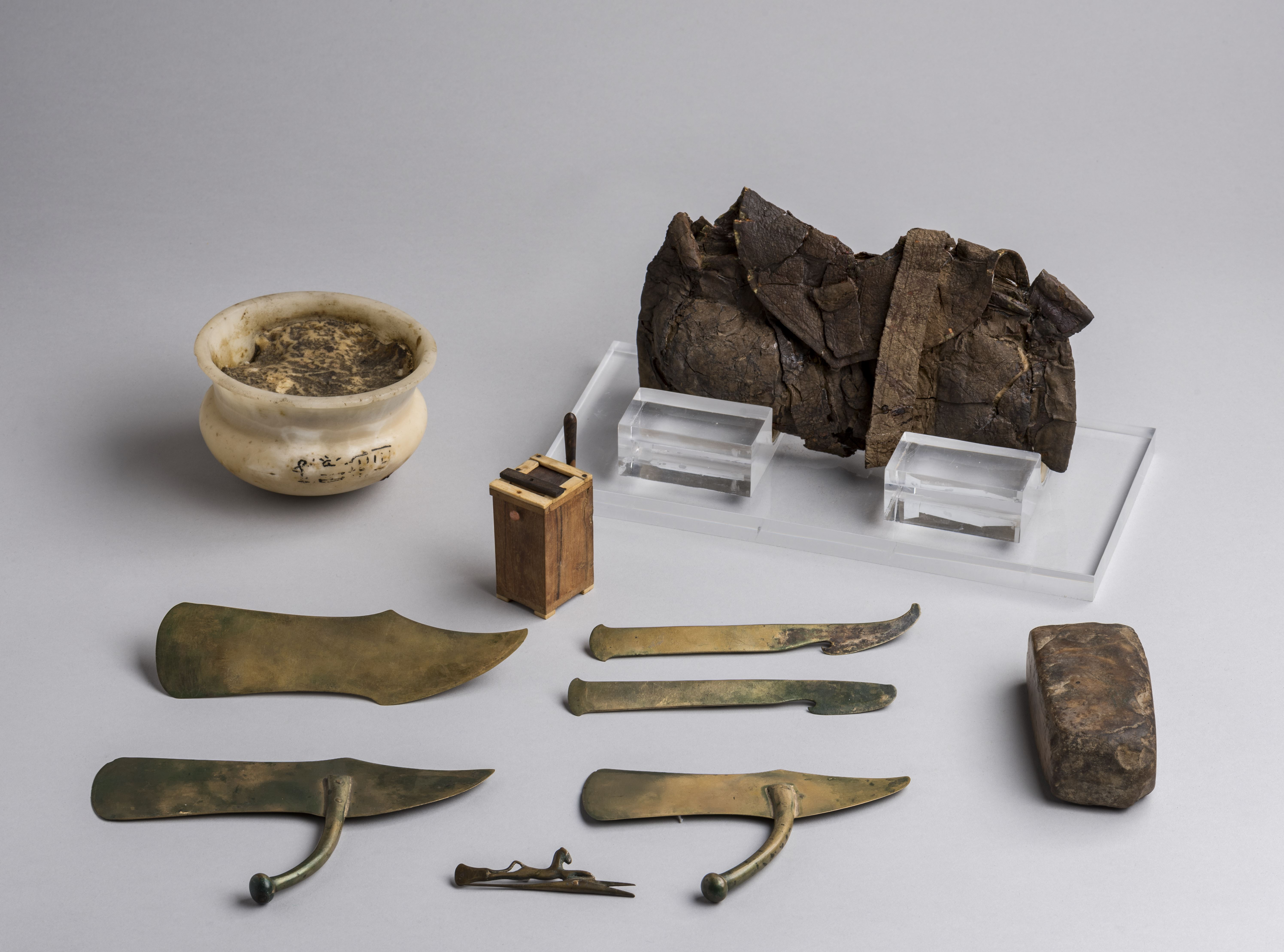
La borsa con il set di rasoi di Kha
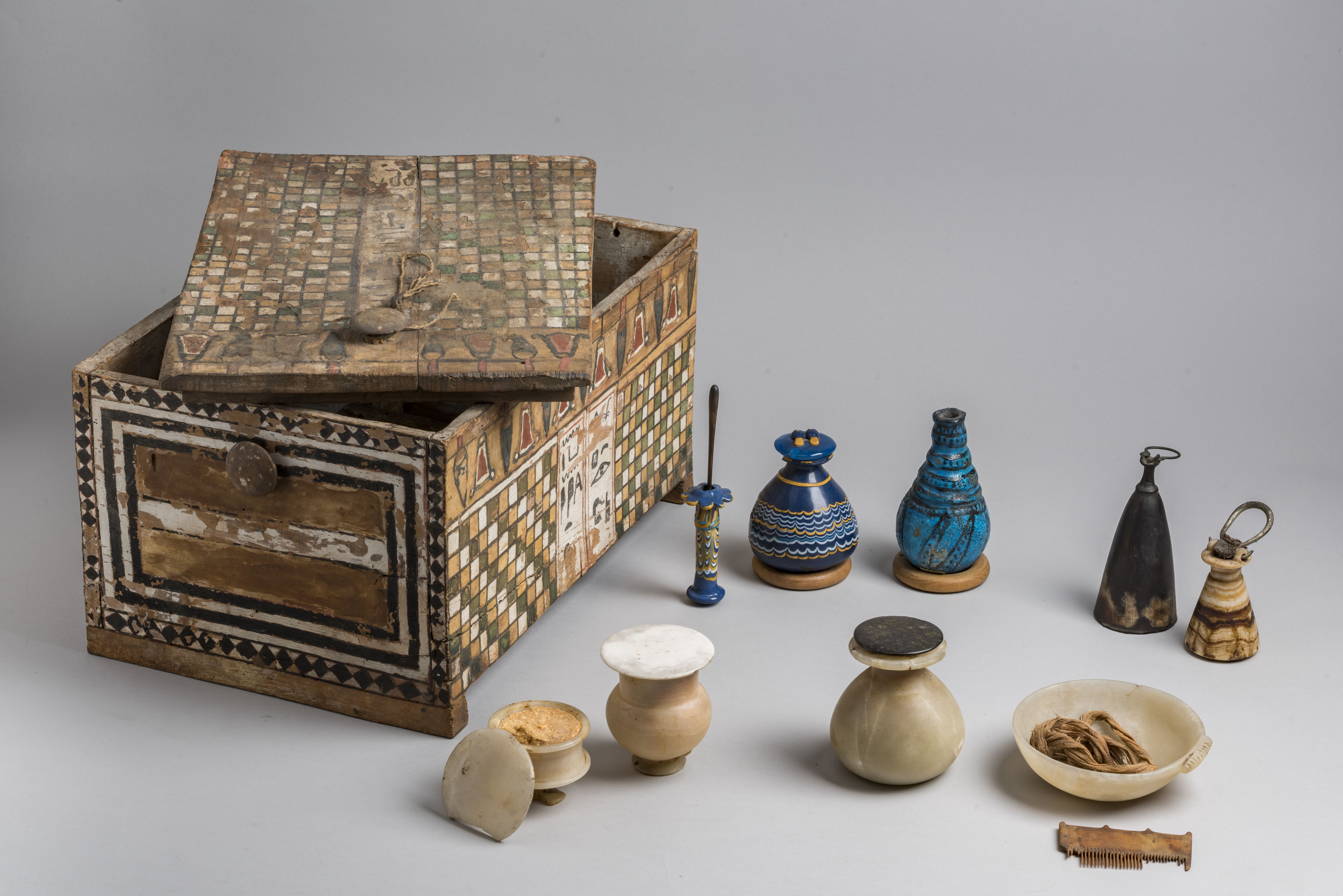
La cassetta porta cosmetici di Merit
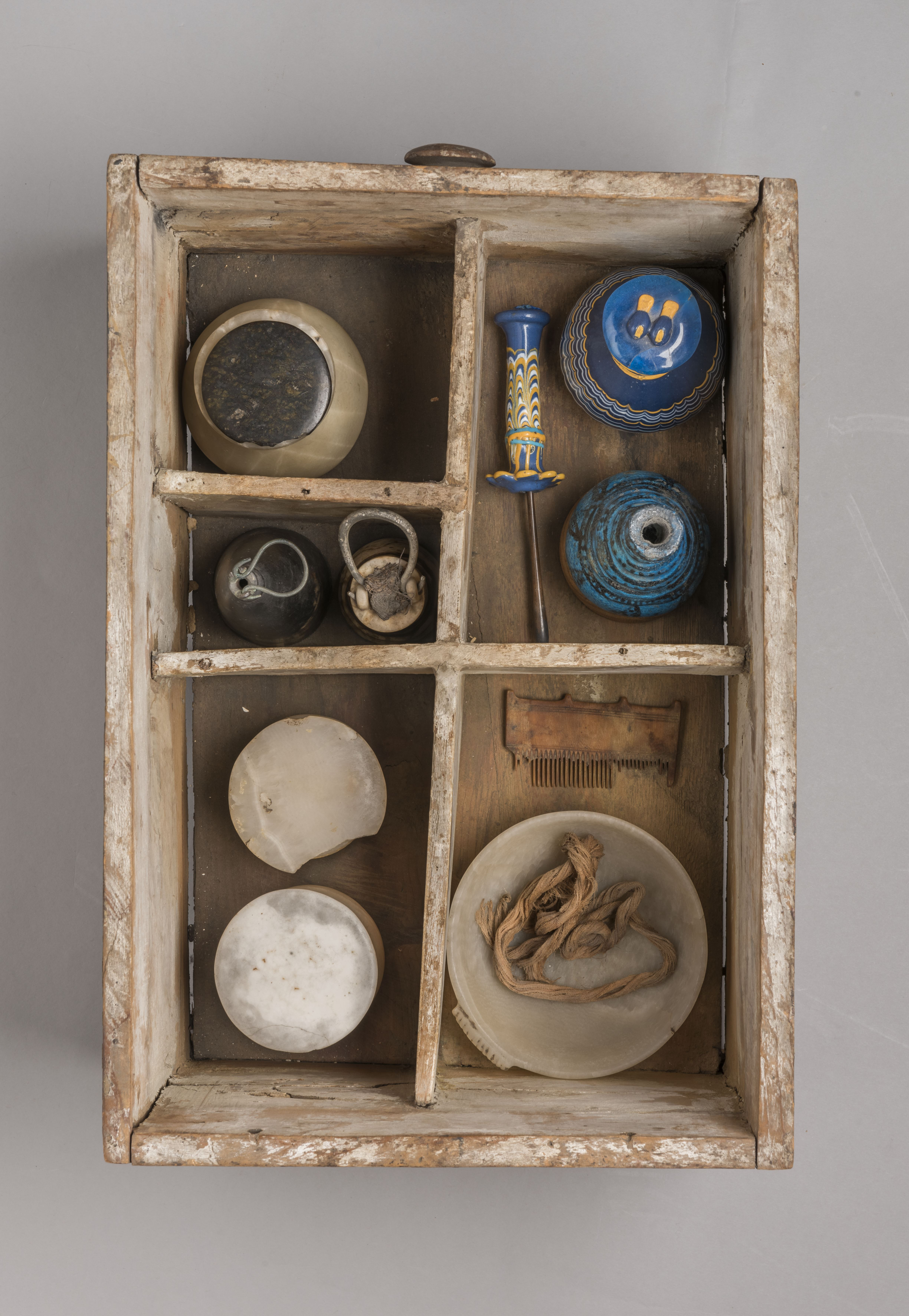
L'interno della cassetta porta cosmetici di Merit
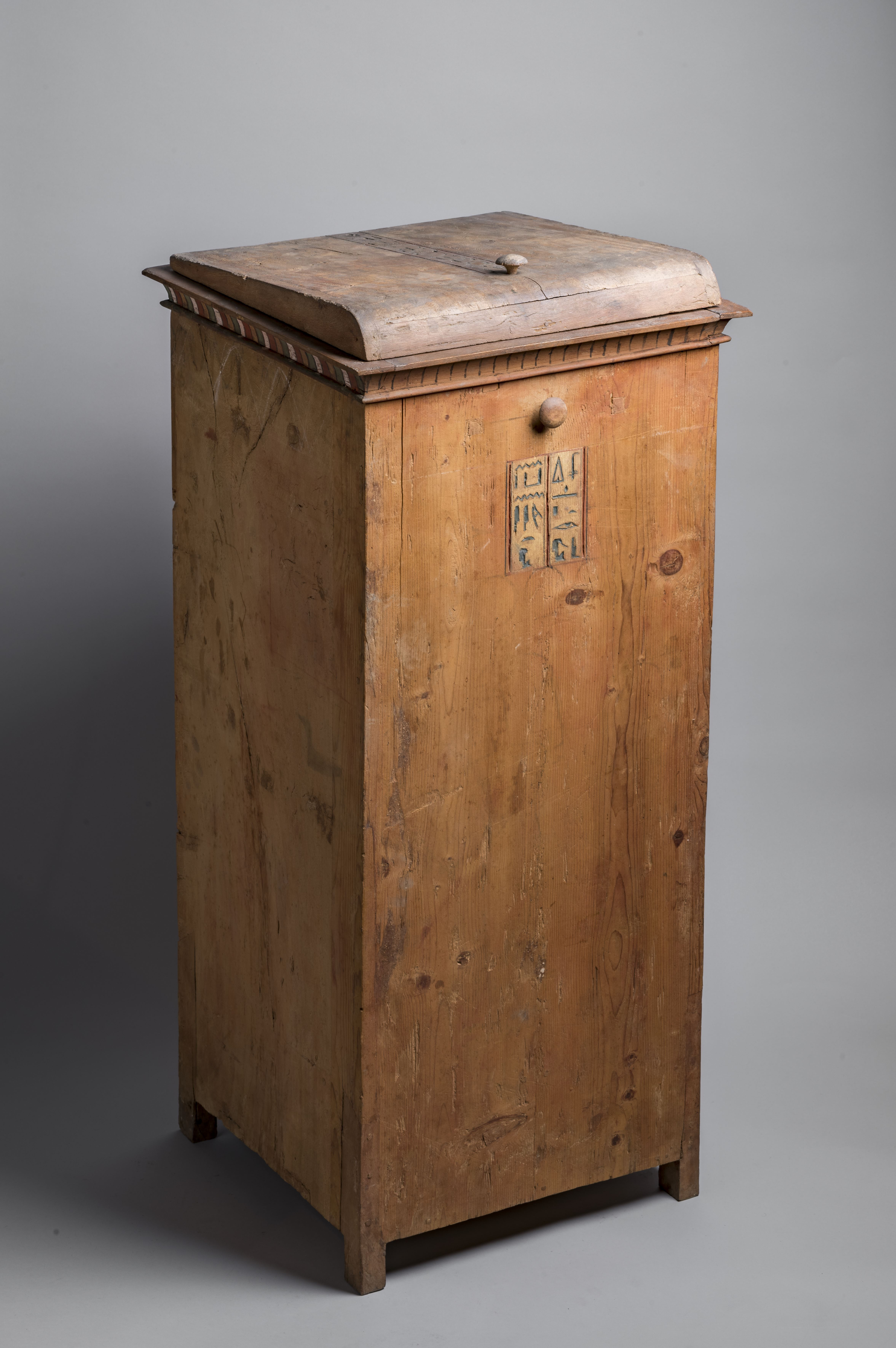
Il contenitore per la parrucca di Merit

#### Capi di abbigliamento e accessori

Il nome di Kha in caratteri geroglifici dipinto su uno dei perizomi.

I capi di abbigliamento occupano la maggior parte delle cassette rinvenute nella tomba: si tratta di oltre centocinquanta manufatti tessili che comprendono indumenti e biancheria domestica. Si parla di cinquantanove perizomi e ventisei teli che potevano essere legati al perizoma a formare una sorta di moderno pareo; per altri quattro teli, più grandi, non è ancora chiaro l'uso. Sono presenti poi diciassette tuniche senza maniche, una delle quali presenta un tessuto con filo più spesso rispetto alle altre e con bordature policrome sul collo, sui fianchi e sul fondo della tunica. Quasi tutti questi capi portavano il nome di Kha in caratteri geroglifici o, più frequentemente, un monogramma.
Nel corredo di Kha sono presenti anche quattro bastoni da passeggio di fattura semplice e avvolti da teli di lino, mentre altri cinque hanno un puntale in bronzo e una raffinata decorazione sull'impugnatura. Altri due bastoni presentano incisi i nomi dei funzionari Khaemuaset e Neferhebef, probabilmente doni ricevuti in vita o integrati nel corredo in occasione del funerale di Kha. Si trovano infine due bracciali in faience blu oltre a due anelli, che però andarono perduti nel corso della seconda guerra mondiale.

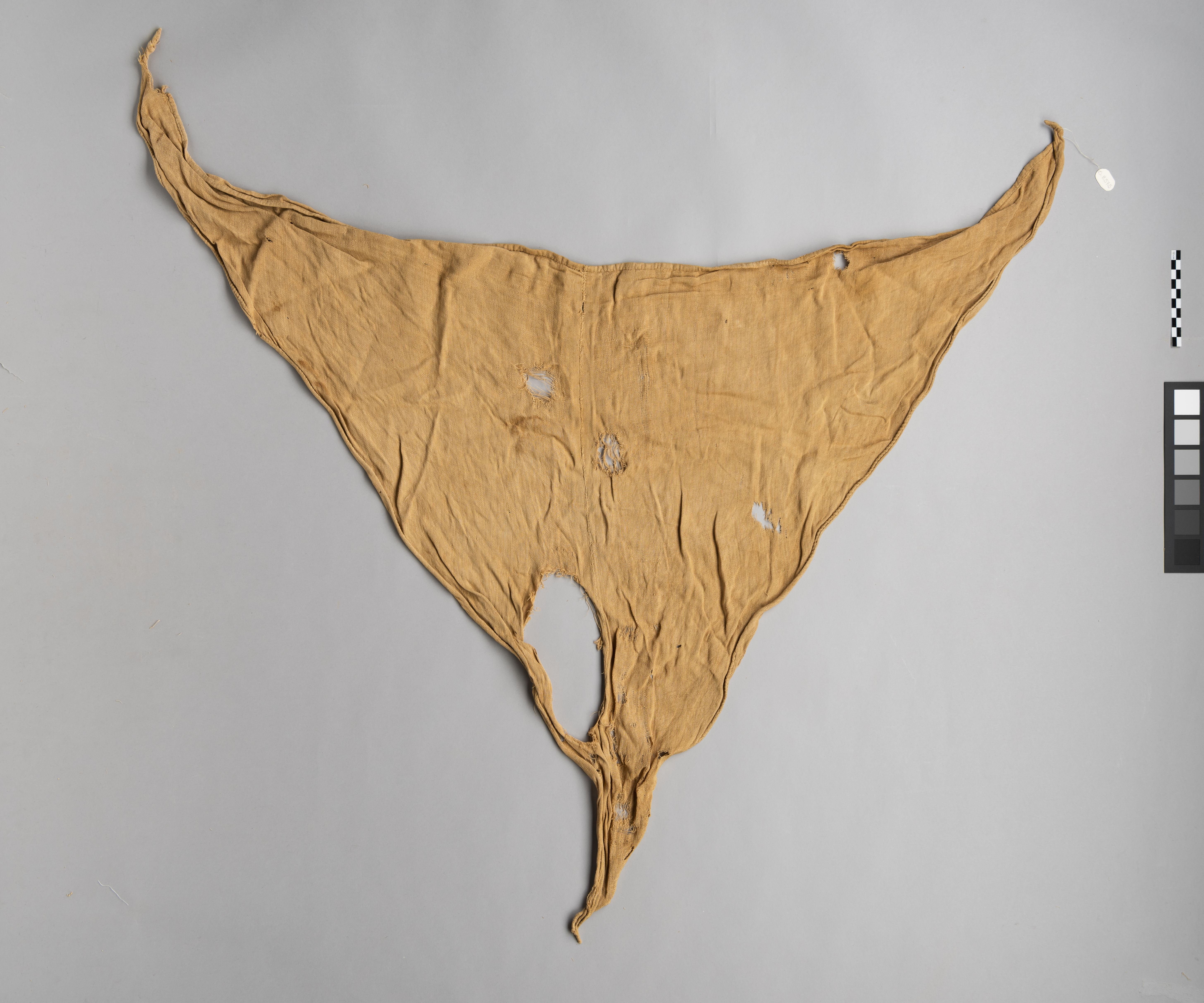
Un perizoma
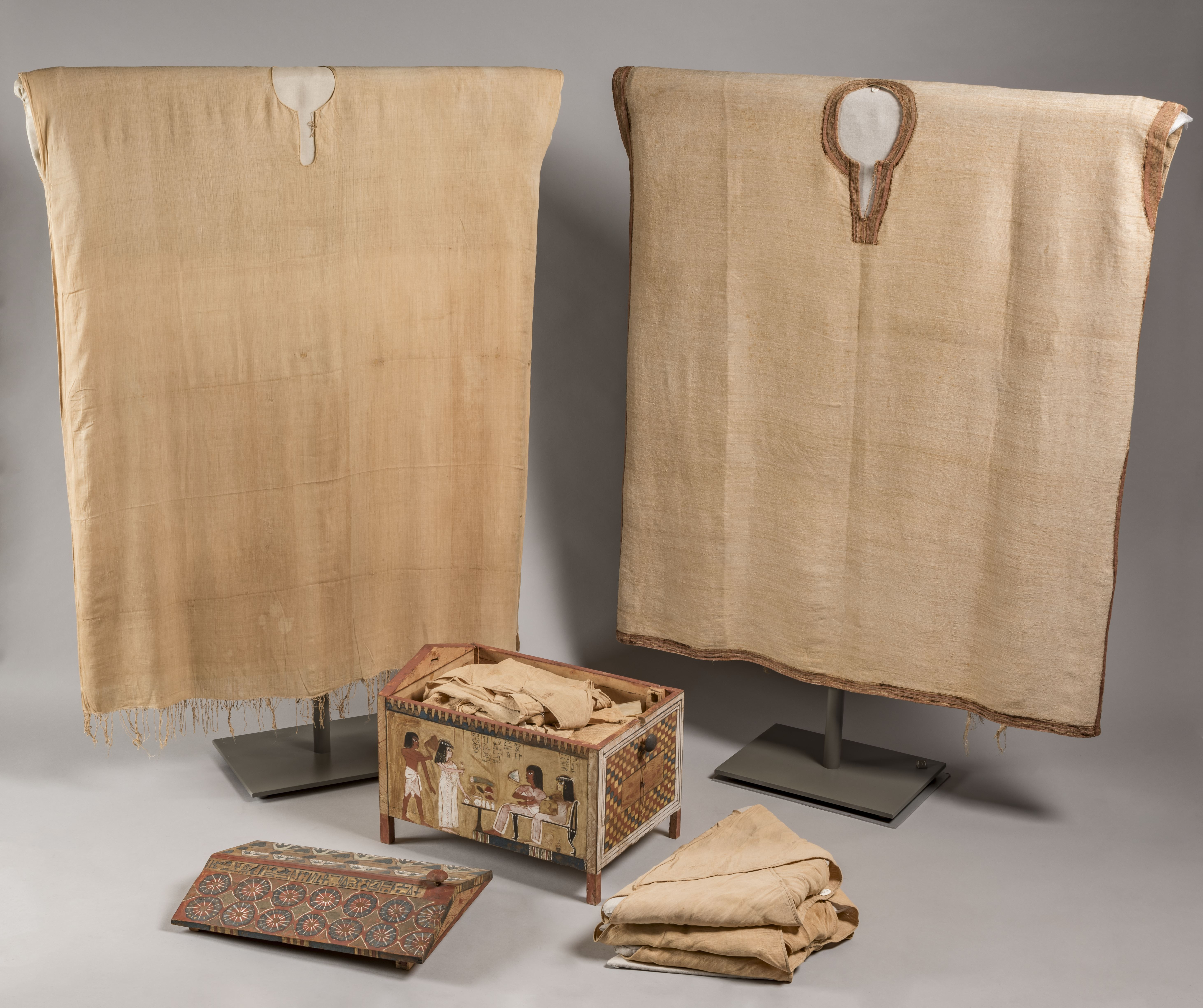
Alcune tuniche e una cassetta porta indumenti
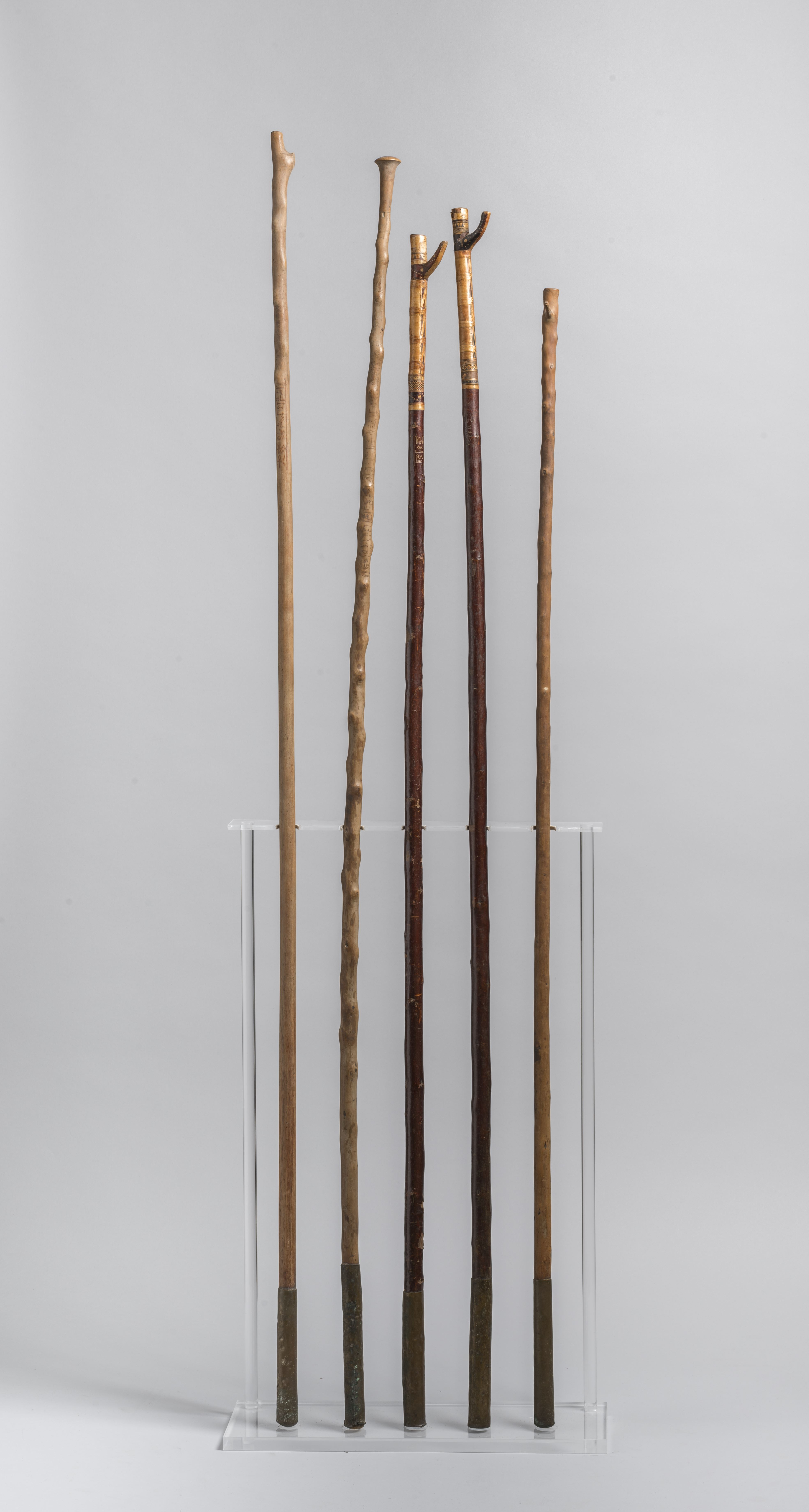
Bastoni con punta in bronzo
Bracciale in faience

#### Strumenti di lavoro

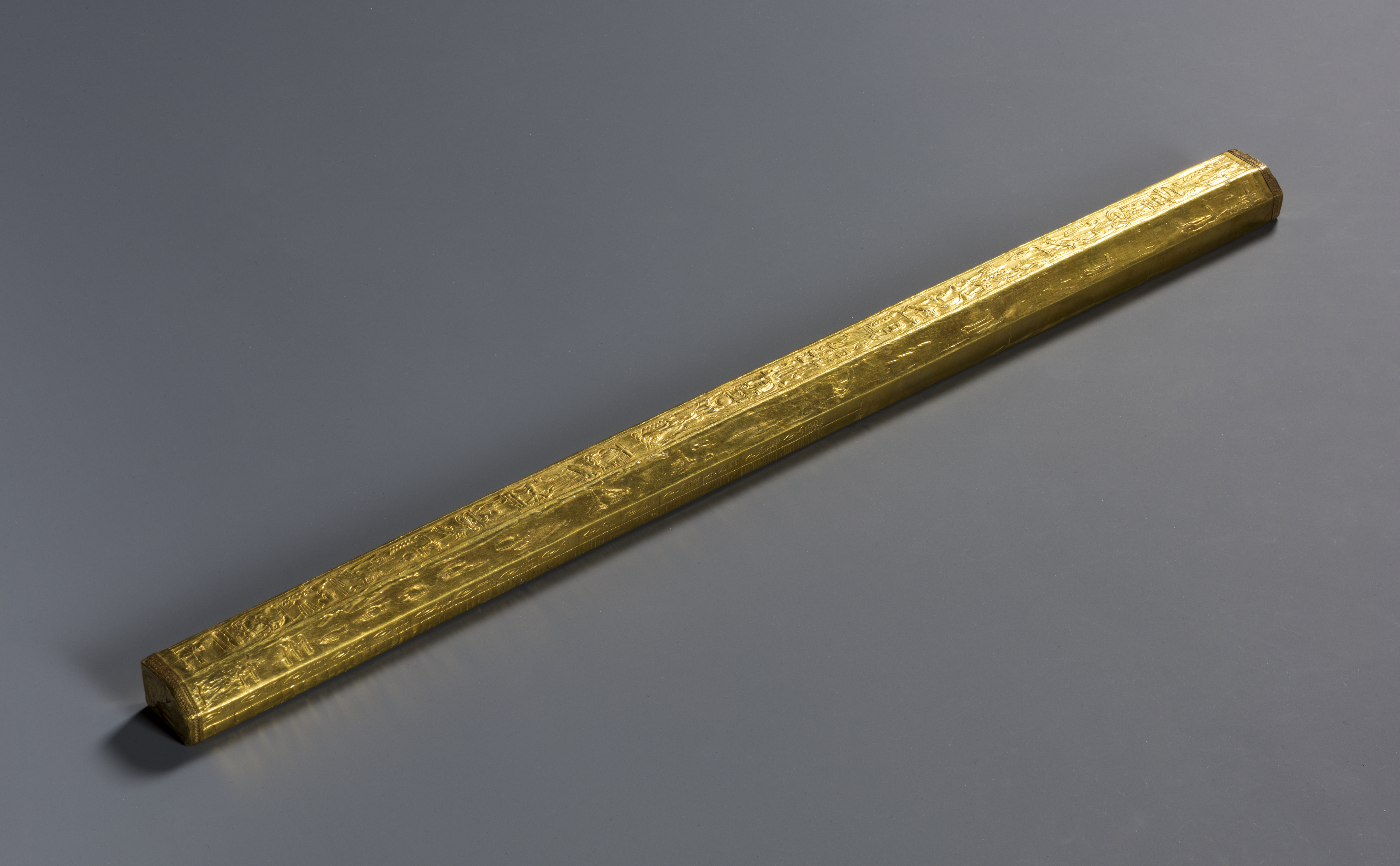
Il cubito regale in legno e foglia d'oro, dono di Amenhotep II a Kha.

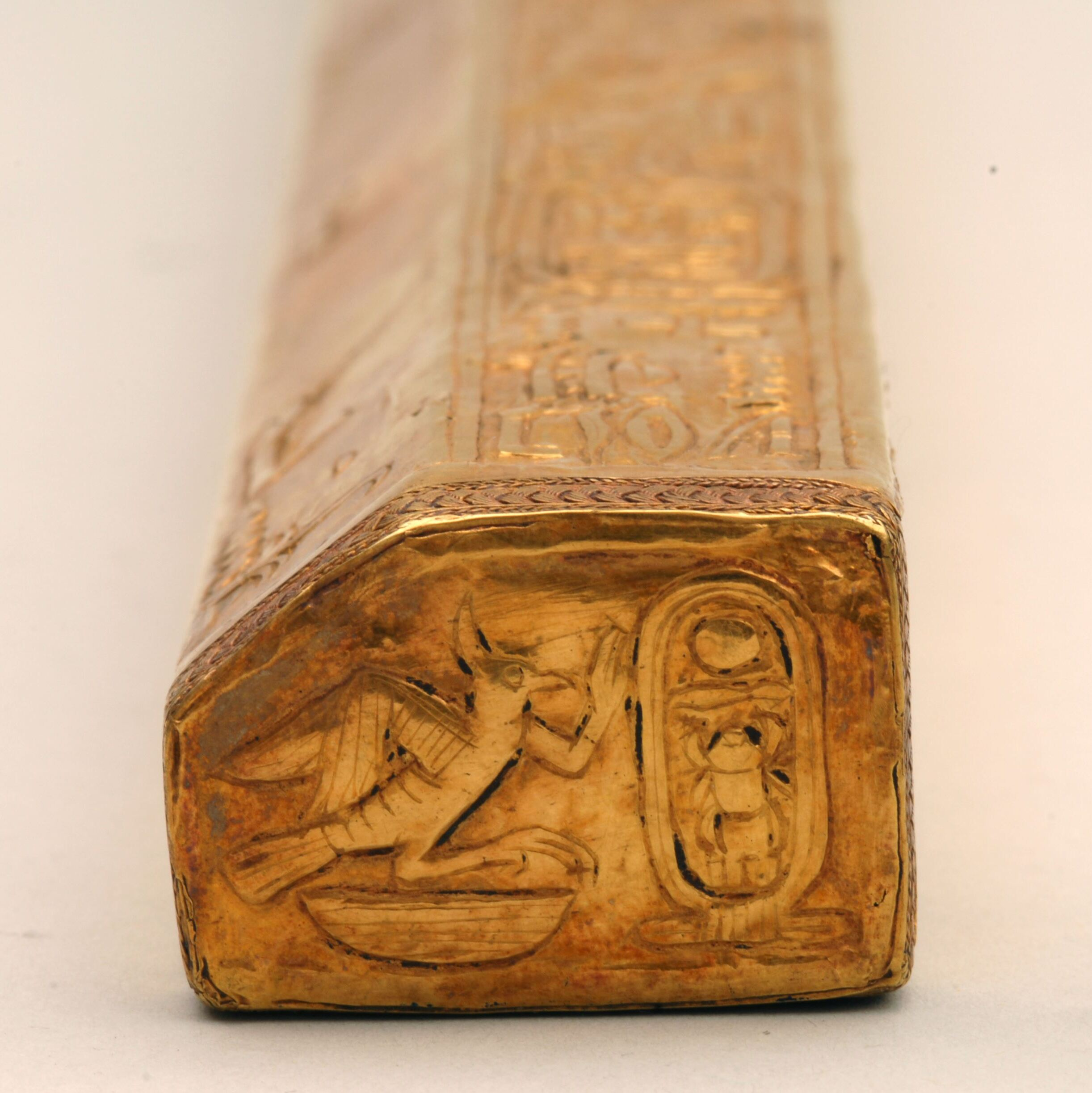
Dettaglio della decorazione del cubito regale con il nome di Amenhotep II in geroglifici.

A partire dal Nuovo Regno gli oggetti professionali iniziarono ad aumentare nei corredi insieme a quelli per la cura personale. Tra questi strumenti ci sono un'accetta con impugnatura in legno e lama in bronzo, con inciso il monogramma di Kha, fissata grazie a un intreccio di fasce di cuoio. Questo utensile poteva essere utilizzato come attrezzo da taglio, ma anche come pialla. Restando nell'ambito della falegnameria, è presente un trapano ad archetto con impugnatura in legno e punta in bronzo (è invece assente la corda necessaria per la rotazione della punta). Si trova, infine, uno scalpello in bronzo, che potrebbe essere stato utilizzato da Kha per lavorare materiali lignei o dagli operai incaricati di cavare la pietra per la realizzazione della tomba.
Tra gli strumenti per la pittura e la scrittura si trovano alcuni pestelli per sminuzzare i pigmenti, una tavola di legno per esercitazioni di scrittura e due tavolozze da pittore, sulla quale sono ancora presenti i pigmenti solidificati dei colori primari (giallo, rosso e blu). Una di queste due tavolozze è probabilmente un dono oferto a Kha da Amenmes, un ufficiale di corte il cui nome è inciso sulla stessa tavolozza.
Nel corredo di Kha è presente uno dei pochi esempi conosciuti di custodia per bilancia. La custodia poteva contenere il braccio della bilancia e i due piatti; il coperchio si apriva ruotando attorno a un perno ed era chiuso all'altra estremità con un legaccio di cuoio. Non è invece stata rinvenuta la bilancia vera e propria.
La tomba di Kha e Merit accoglieva anche due strumenti per la misurazione delle lunghezze: si tratta di due cubiti regali, ovvero due aste della lunghezza di circa 52,5 centimetri (o 7 palmi). Il primo è stato trovato insieme agli altri strumenti di lavoro di Kha: è in legno di acacia, con astuccio in cuoio, e ha la caratteristica di essere pieghevole, formato da due elementi di uguale lunghezza uniti da anelli metallici per consentirne l'apertura. Il secondo è invece di maggior valore e fu regalato a Kha dal faraone Amenhotep II. Anche questo è in legno, ma decorato a rilievo e rivestito di foglia d'oro e riporta il nome di incoronazione del faraone. Le decorazioni presenti su questo cubito regale celebrano la grandezza del sovrano, ma un testo presente sullo strumento commemora l'edificazione di un impianto difensivo presso Ermopoli, opera che secondo alcuni studiosi fu completata proprio da Kha, motivo per il quale probabilmente Amenhotep II donò questo cubito all'architetto. Fu ritrovato da Schiaparelli avvolto in un telo di lino all'interno di una cassetta in legno insieme ad alcuni vasi in alabastro.

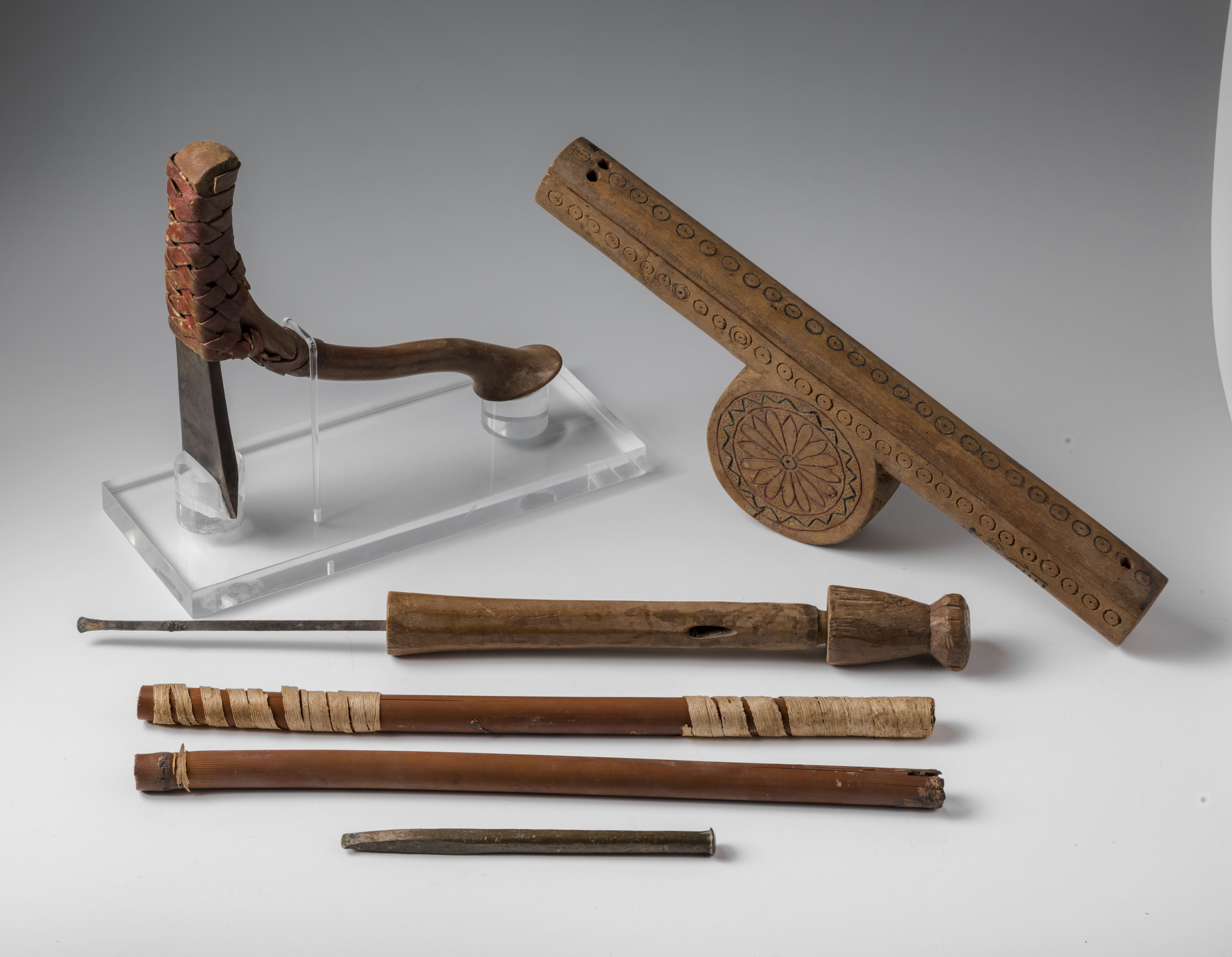
L'accetta, la custodia per bilancia, il trapano ad archetto e altri strumenti
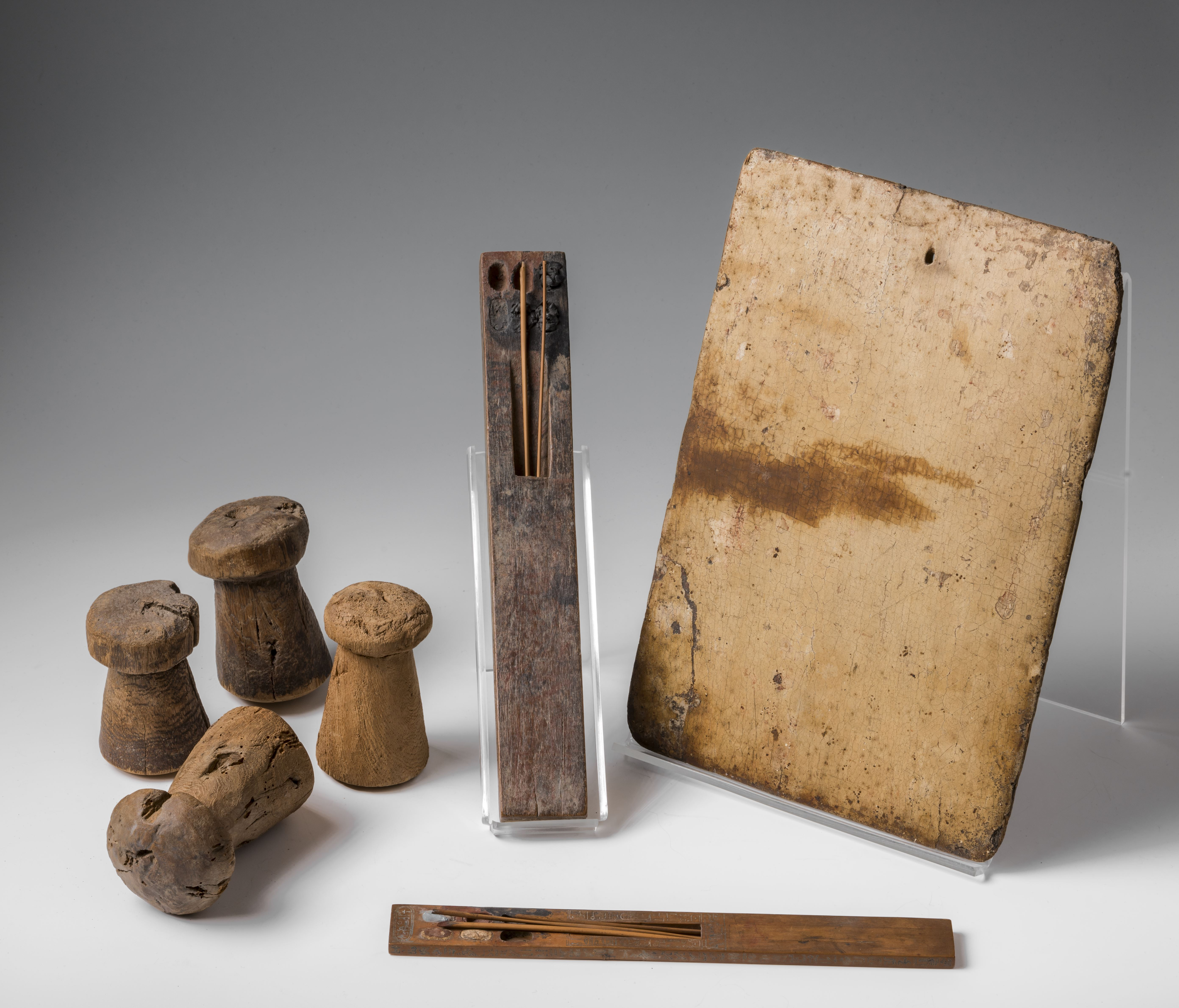
Pestelli per lisciare il papiro, due tavolozze da pittore e una tavoletta in legno
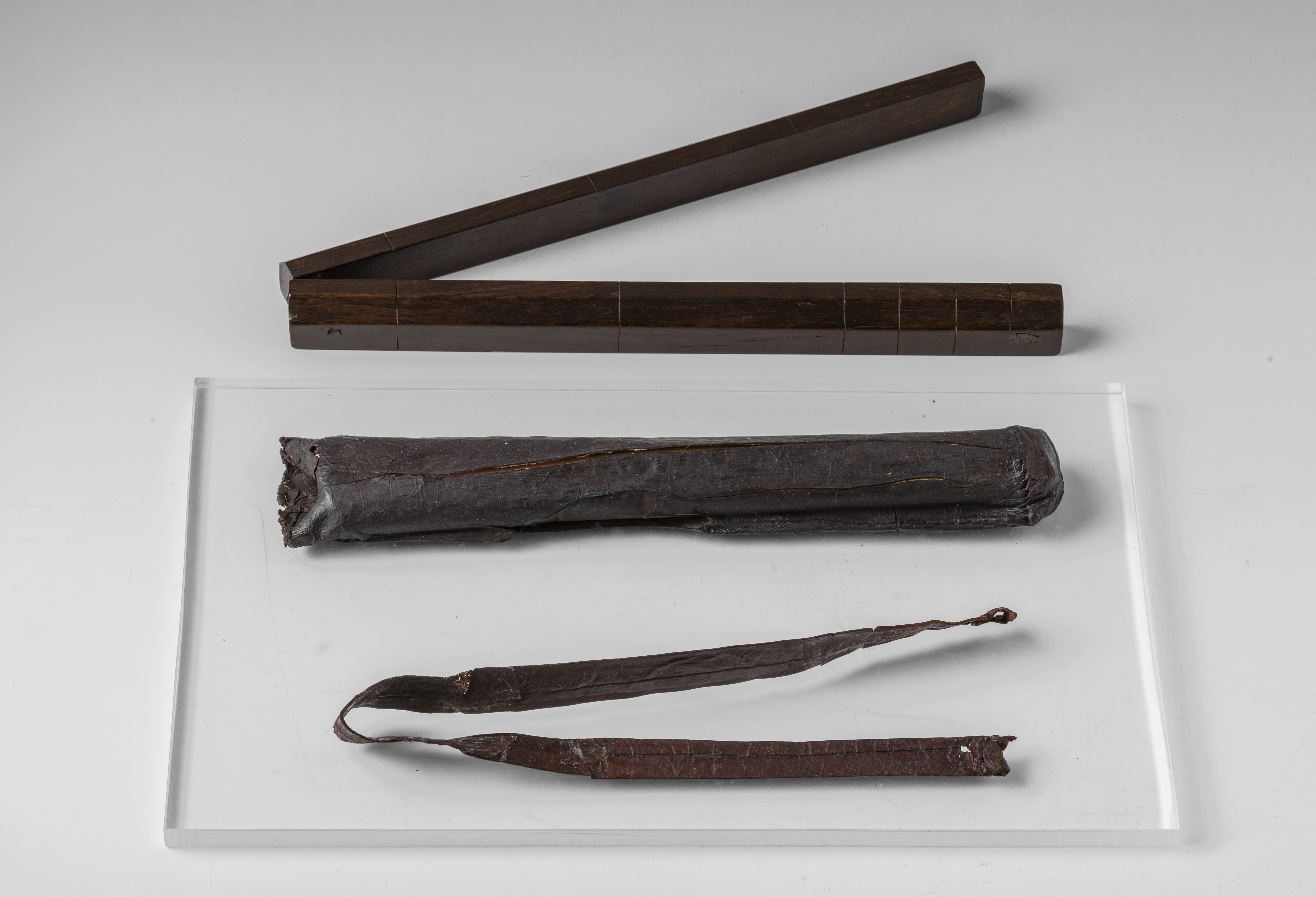
Il cubito pieghevole in legno con il suo astuccio in cuoio

#### Cibo e bevande

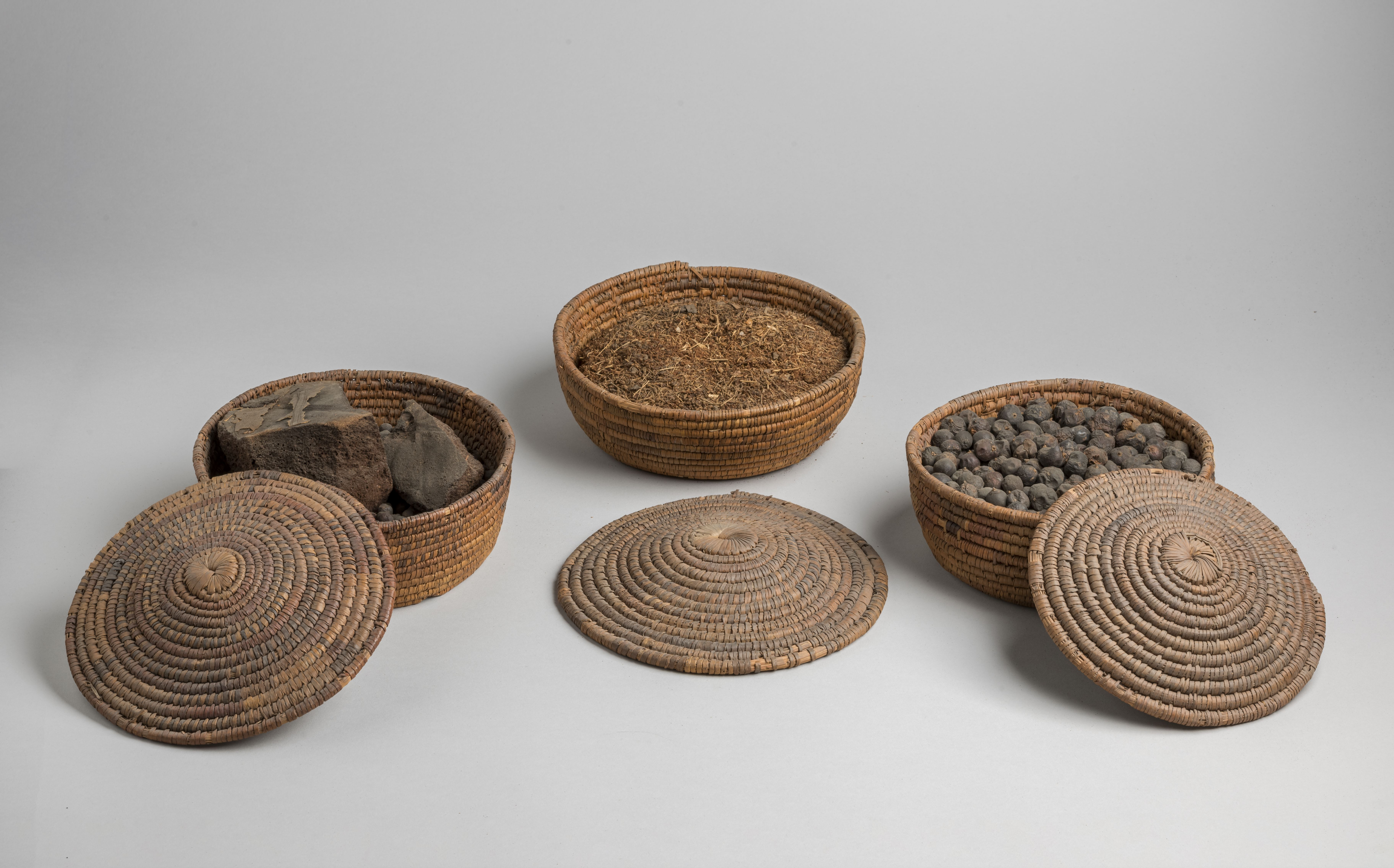
Cestini contenenti spezie, bacche di ginepro e uva.

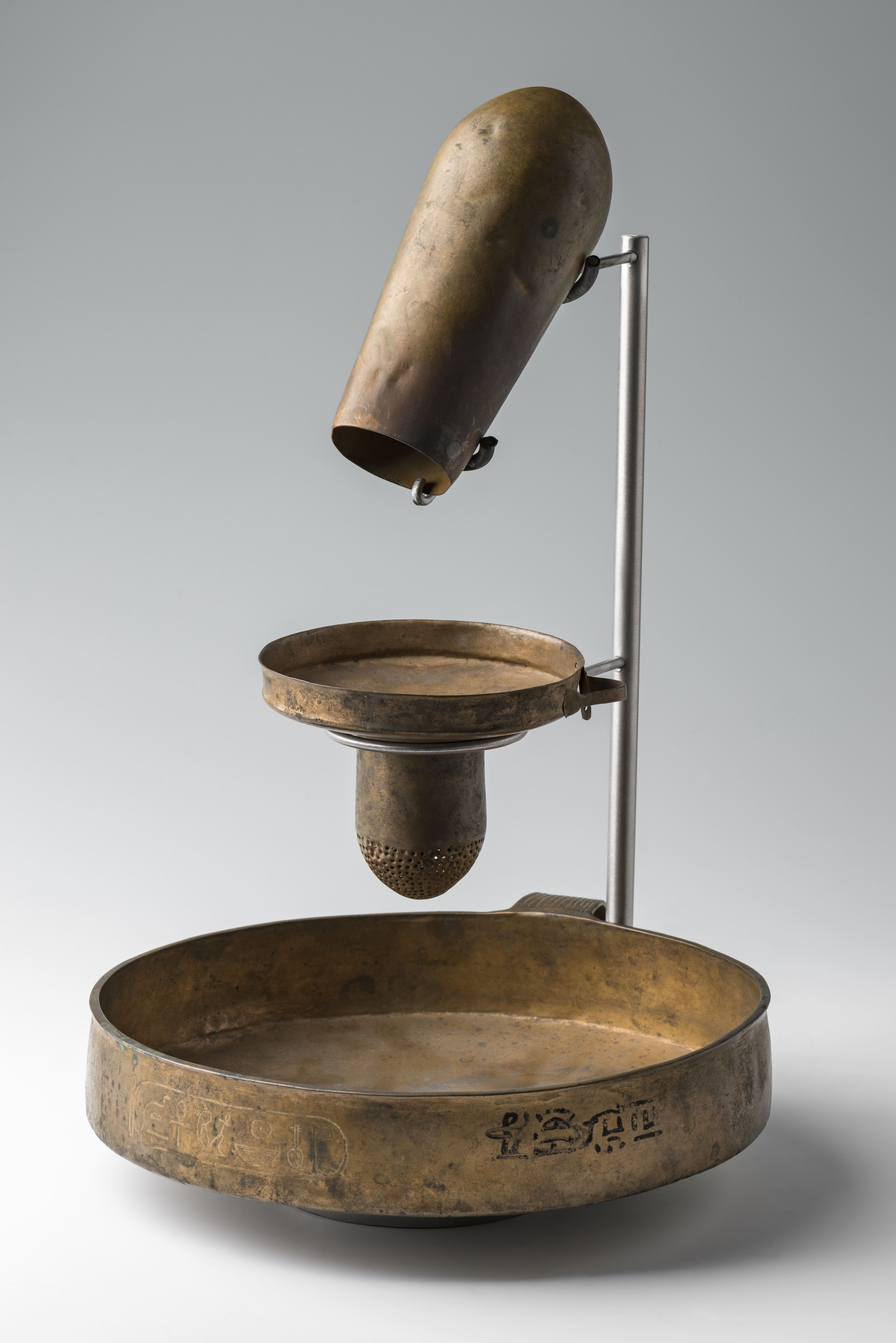
Il set con phiala, colino e la coppa donata da Amenhotep III.

Il botanico Oreste Mattirolo, dopo il ritrovamento della tomba di Kha e Merit, effettuò approfondite analisi dei materiali vegetali presenti nel corredo, individuando, conservate in cestini, spezie come il cumino (Cuminum cyminum) e le bacche di ginepro (Juniperus drupacea e Juniperus phoenicea), verdure note per le proprietà antisettiche, diuretiche e nutritive come il crescione (Lepidium sativum), il cipero (Cyperus esculentus) e una variante dell'aglio (Allium ampeloprasum). Trovò anche diverse specie di frutti, tra cui le noci di palma dum (Hyphaene thebaica), i datteri (Phoenix dactylifera), le bacche (Ziziphus spina-christi e Mimusops kummel), le mandorle (Amygdalus communis) e uva (Vitis vinifera).
Il corredo della tomba presenta anche delle anfore sigillate, ma una frattura sul corpo di una di queste rivela che potrebbero stoccare carne di volatili essiccata. Un'altra contiene probabilmente della farina. Furono trovate anche diverse forme di pane legate con strisce di papiro.
Sono state rinvenute anche semplici bottiglie e anfore decorate, che contenevano generalmente vino, che veniva bevuto da larghe coppe. Il corredo della tomba presenta un raro e pregiato set costituito da un filtro a imbuto, una coppa e una phiala, in lega di argento e stagno, che veniva usato per filtrare il vino dai residui della fermentazione. Un secondo set, in rame, comprende anche una coppa donata dal faraone Amenhotep III.
Il corredo presenta altri contenitori in metallo, che sono segno della ricchezza del defunto. Ci sono un acquamanile per sciacquare le mani e i piedi e delle situle donate da amici e colleghi, probabilmente in occasione dei funerali di Kha. Sono in bronzo un paiolo e una pentola, quest'ultima ritrovata con ancora tracce di verdure cotte, probabilmente una minestra consumata al termine della celebrazione dei funerali.

Una coppa con frutta essiccata
Una coppa con carne di volatile conservata nel sale
Un sacco di rete contenente frutti di palma dum
Un set di brocche

## Ubicazione dei reperti
La maggior parte dei reperti provenienti dalla tomba di Kha e Merit è oggi esposta nella sala 7 del Museo Egizio di Torino, situata al primo piano del Palazzo dell'Accademia delle Scienze. Il Libro dei Morti di Merit è conservato presso la Biblioteca Nazionale di Francia, a Parigi, nel Dipartimento monete, medaglie e antichità. Sempre a Parigi, presso il Museo del Louvre, è custodito il pyramidion della tomba.
Sono rimaste in Egitto, presso il Museo Egizio del Cairo, un sostegno ligneo papiriforme per lampada in bronzo, diciannove giare piccole, sei forme di pane e due pani di sale.